# Саул
Царь Сау́л (ивр. שָׁאוּל‎, Шау́л, Шау́ль; букв. «одолженный [у Бога]»; греч. Σαούλ; в исламе Талут араб. طالوت‎; возможно, от «высокий»; 2-я половина XI века до н. э.) — библейский персонаж; описывается в Ветхом Завете (Танахе) в Книге Самуила (1-я и 2-я Книги Царств: 1Цар. 9—31, 2Цар. 1). Согласно библейскому тексту, Саул — первый царь народа Израиля и основатель единого Израильского царства, создатель регулярной еврейской армии; в ветхозаветном повествовании он — воплощение правителя, поставленного на царство по воле Бога, но ставшего Ему неугодным. Возможно, является реальным историческим лицом.
Первая книга Царств гласит (1Цар. 10:26), что родным городом Саула из колена Вениаминова была Гива, которую он сделал своей столицей. Был выбран и помазан на царство пророком Самуилом, позднее не исполнил его повеление и вступил с ним в конфликт, и пророк тайно помазал на царство юного Давида. Впоследствии Давид находился при царе, женился на его дочери и разгонял меланхолию Саула пением и игрой на арфе. Затем Саул попытался его убить, и Давид скрылся. Будучи серьёзно ранен и проигрывая битву с филистимлянами при горе Гелвуе (ивр. Гильбоа), Саул покончил жизнь самоубийством. В поздней литературе фигурирует как обладатель мятущейся, беспокойной души, одержимой меланхолией и приступами гнева, которые можно успокоить прекрасной музыкой.

## Биография согласно Первой книге Царств
Единственным источником, из которого известна история Саула, является Ветхий Завет (Танах), по преимуществу 1-я и 2-я Книги Царств; а также различные зависимые от него более поздние тексты. Других источников, обычно помогающих восстановить факты правления монархов (например, монеты, тексты указов, сообщения хроник соседних государств) не сохранилось. Таким образом, вся имеющаяся информация, и без того легендарная, неизбежно прошла через фильтры оценки иудейских составителей канонического текста, а также авторов, стремившихся скорее описать возвышение его соперника и преемника Давида.

### Внешность и характер
Согласно Библии, Саул был человеком высокого роста (среди народа он возвышался на целую голову), «и не было никого из Израильтян красивее его» (1Цар. 9:2). Он был отличным воином и, став царём, оставался простым в обращении. При этом характер у него был вспыльчивый и подверженный приступам ярости, меланхолии, ревности и подозрительности (по комментарию писателя П. Джонсона, Саул был «непредсказуемый восточный властелин-бандит, который колеблется между внезапным великодушием и неуёмной яростью (возможно, с маниакально-депрессивным оттенком), всегда храбрый, несомненно одарённый, но балансирующий на грани помешательства и временами преходящий её»).

### Происхождение
Саул был родом из Гивы (современный Толь-эль-фул), приходился единственным сыном знатному человеку по имени Кис (Киш) из колена Вениаминова, племени Матриева (Маттри). Имя его матери неизвестно. Авенир (Авнер бен Нер), его двоюродный брат (и по указаниям мидраша сын Аэндорской волшебницы), в дальнейшем стал его военачальником. Кис, отец Саулов, и Нир, отец Авенира, были сыновьями Авиила, сына Церона, сына Бехорафа, сына Афия, сына некоего Вениамитянина. Будучи вениамитом, Саул принадлежал к самому воинственному племени израильтян, но при этом самому «младшему» и малочисленному из его колен.

### Избрание Саула

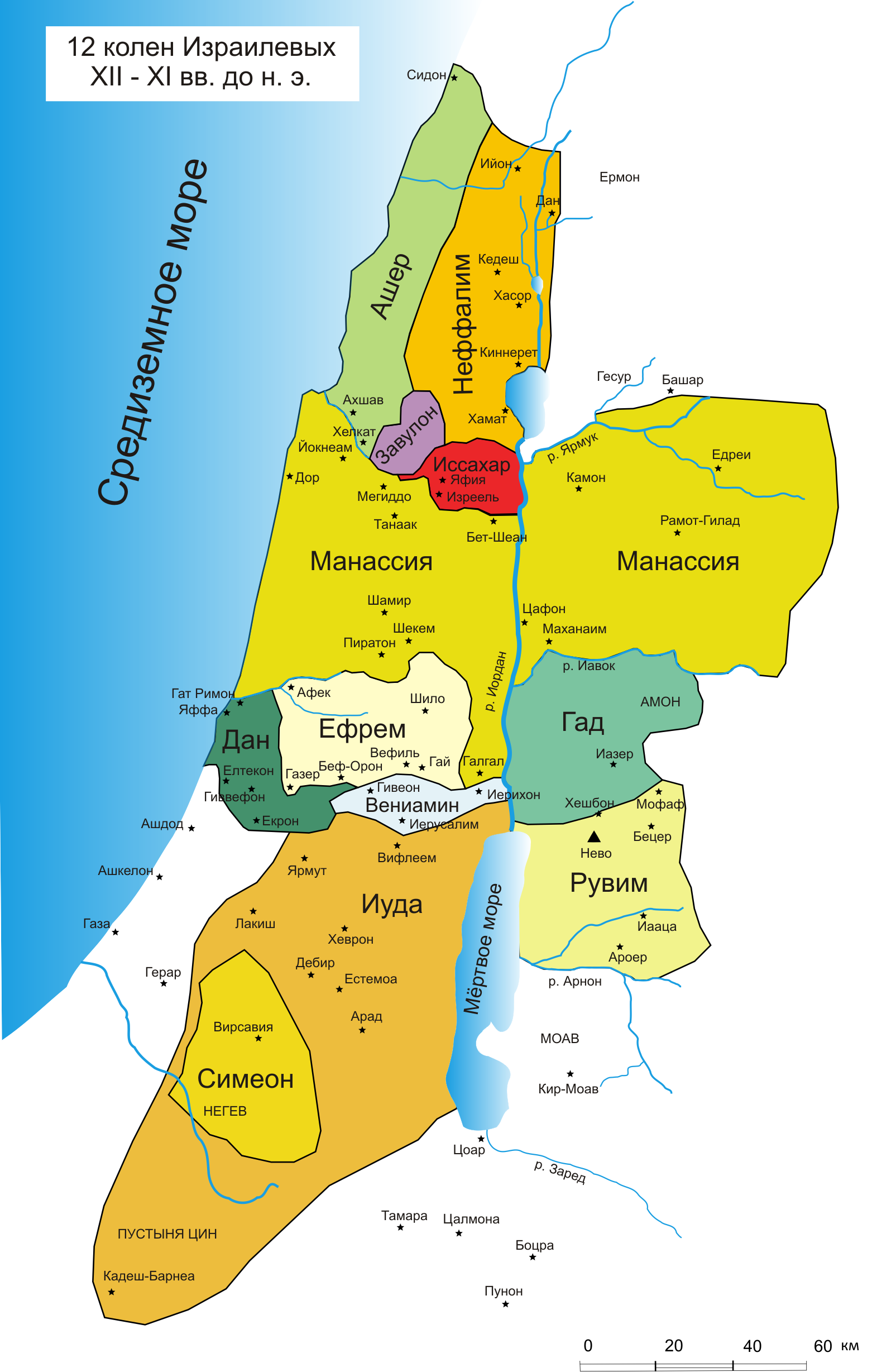
Расселение 12 колен израилевых в XII—XI веках до н. э.

До Саула над евреями царя не существовало, но к году его избрания ситуация в стране показала, что традиционные Судьи Израиля уже не были способны противостоять растущему давлению со стороны соседних народов, в первую очередь филистимлян (1Цар. 8:20; 9:16). Сыновья священника Илия своими беззакониями и глумлением над справедливостью скомпрометировали себя, вдобавок, ими был утерян во время битвы Ковчег Завета, но, что оказалось самым важным для дальнейшего перелома истории, как священники они не могли бы стать военными лидерами, пользу от существования которых евреи видели на примере соседних государств.
Рассказ об избрании Саула на царство излагается в Библии в трех разных версиях.
Рассказывается, что народ потребовал у следующего за Илием судьи и пророка Самуила: «поставь над нами царя, чтобы он судил нас, как у прочих народов» (1Цар. 8:5). Подобные речи не понравились Самуилу (поскольку требование шло наперекор традициям) и он обратился за ответом к Богу. «И сказал Господь Самуилу: послушай голоса народа во всём, что они говорят тебе; ибо не тебя они отвергли, но отвергли Меня, чтоб Я не царствовал над ними; (…) итак послушай голоса их; только представь им и объяви им права царя, который будет царствовать над ними». И Самуил сказал народу, попытавшись его предостеречь описанием того, как будет поступать новый царь:

сыновей ваших он возьмёт и приставит их к колесницам своим и [сделает] всадниками своими, и будут они бегать пред колесницами его; (...) и дочерей ваших возьмёт, чтоб они составляли масти, варили кушанье и пекли хлебы; (...) и сами вы будете ему рабами; и восстенете тогда от царя вашего, которого вы избрали себе; и не будет Господь отвечать вам тогда
— 1Цар. 8:11-18

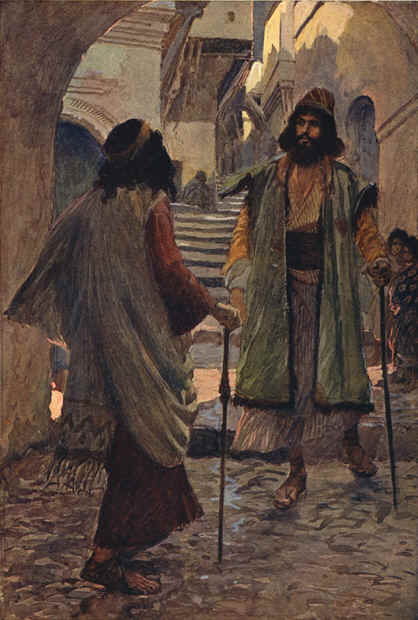
Джеймс Тиссо. «Самуил встречает Саула»

Нарисованная им мрачная картина не испугала народ, который всё так же хотел, чтобы его возглавил военный лидер:

Но народ не согласился послушаться голоса Самуила, и сказал: нет, пусть царь будет над нами, и мы будем как прочие народы: будет судить нас царь наш, и ходить пред нами, и вести войны наши
— 1Цар. 8:19-20
Некоторое время спустя Бог возвестил Самуилу, что юноша из колена Вениамина, который должен прийти на следующий день, и окажется тем человеком, который по Его воле должен быть помазан на царство в Израиле (1Цар. 9:16). Саул же тем временем как раз отправился на поиски пропавших отцовских ослиц. Самуил встретил его при входе в город и сообщил, что ему суждено стать царём. Узнав о своей грядущей судьбе, Саул возразил: «Разве я не из колена Вениамина, самого маленького из колен Израиля? И семья моя самая младшая из семейств колена Вениамина». Но Самуил настоял на своём. После того, как Самуил совершил помазание Саула, тот вернулся домой, однако в пути встретил сонм бродячих пророков (вероятно, юродивых); «и сошёл на него Дух Божий, и он пророчествовал среди них» (1Цар. 10:10). Знакомые, увидев это, с недоумением говорили: Неужто и Саул среди пророков? («Еда и Саул во пророцех?») — что даже войдёт в поговорку, употреблявшуюся для выражения изумления при виде всякого необычайного и поразительного явления.

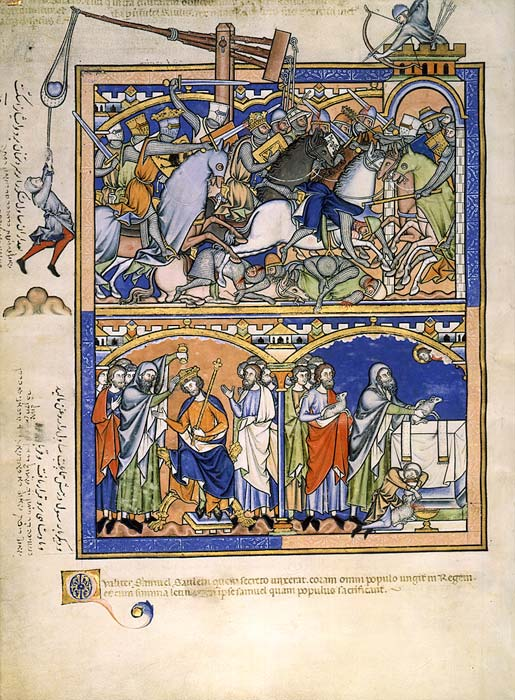
Вверху: «Саул сокрушает аммонитян». Внизу: «Самуил помазывает на царство Саула и совершает жертвоприношение», Библия Моргана, XIII век

Далее рассказывается, что вскоре после помазания Саула на царство Самуил созвал народ в Массифе (Мицпе), чтобы избрать царя (1Цар. 10:17—27). Согласно принятому толкованию, помазание его было ещё тайной для народа, и чтобы оно получило гражданскую силу, нужно было подвергнуть всё дело народному решению. Бросили жребий, который указал на Саула, который и был провозглашён царём. В толпе его не нашли — из скромности он оставался в обозе. Узнав об этом, народ побежал и взял его оттуда, «и он стал среди народа, и был от плеч своих выше всего народа». Собравшийся народ в восторге от его представительной внешности воскликнул: «Да живёт царь!» (1Цар. 10:24).
Когда Саул был поставлен царём, Самуил сказал всему народу: «Если будете бояться Господа и служить Ему и слушать гласа Его, и не станете противиться повелениям Господа, и будете и вы и царь ваш, который будет царствовать над вами, [ходить] вслед Господа Бога Вашего, то рука Господа не будет против вас. А если не будете слушать гласа Господа и станете противиться повелениям Его, то рука Господа будет против вас» (1Цар. 12:14). Затем Самуил изложил народу права и обязанности царя, записал их в книгу и положил в скинии вместе с другими памятниками исторической жизни народа.
В 1Цар. 11 также рассказывается, что Саул был провозглашён царём в Гилгале после того, как нанёс поражение аммонитянам. Саул снискал всеобщее уважение во время войны с аммонитским царём Наасом, который напал на заиорданских иудеев, жителей Иависа Галаадского (Явеш-Гил‘ада, в Заиорданье), родственных колену Вениамина, пытался поработить их, и велел всем пленным выкалывать один глаз. Узнав об этом повелении, Саул разгневался, велел подрезать жилы у своих быков и послал их по стране с угрозой, что он сделает то же самое со скотом тех ослушников, что не явятся на следующий день с оружием к Иордану. Собравшееся ополчение скрытно перешло через реку, внезапно напало на врагов и перебило множество аммонитян, включая самого Нааса. Затем они пошли в их страну и совершенно опустошили её. Библия определяет численность войска Саула во время войны с аммонитянами в 330 тысяч человек (1Цар. 11:8; Иосиф Флавий, пересказывая это место, увеличивает его до 770 тысяч). Впрочем, по археологическим данным численность израильтян к западу от Иордана к концу XI века до н. э. оценивается в 50 тыс. человек.

### Царствование Саула
По оценке составителей библейского текста, первое время своего царствования Саул поступал по воле Божьей, показывая себя достойным правителем. Многими победами над врагами он приобрёл себе любовь народа. Поначалу он отказывался от почестей и в мирное время сам пахал на своём поле (1Цар. 11:4).
На протяжении всех лет своего царствования Саул вёл непрерывные войны с врагами Израиля — Моавом, Аммоном, Идумеей и другими, в особенности «была упорная война против филистимлян во все время Саулово» (1Цар. 14:52). В ходе этих войн Саул впервые в Израиле создал регулярные воинские формирования, насчитывавшие три тысячи воинов (1Цар. 13:1, 2). Эти армии руководились опытными военачальниками, среди которых был его сын Ионафан, однако при этом продолжали существовать племенные ополчения, составлявшие основную массу войск, мобилизуемую по царскому приказу.
Второй военной операцией Саула, вслед за победой над аммонитянами, стало освобождение его родного города Гивы от стоявшего там филистимского гарнизона, что было осуществлено его сыном Ионафаном. Первое время по месту пребывания Саула своим центром управления он сделал город Михмас, откуда начал предпринимать военные походы для окончательного освобождения страны. После потери Гивы филистимляне послали 30 000 колесниц и 6 000 конницы, но и это войско было разбито евреями (при Галгале).

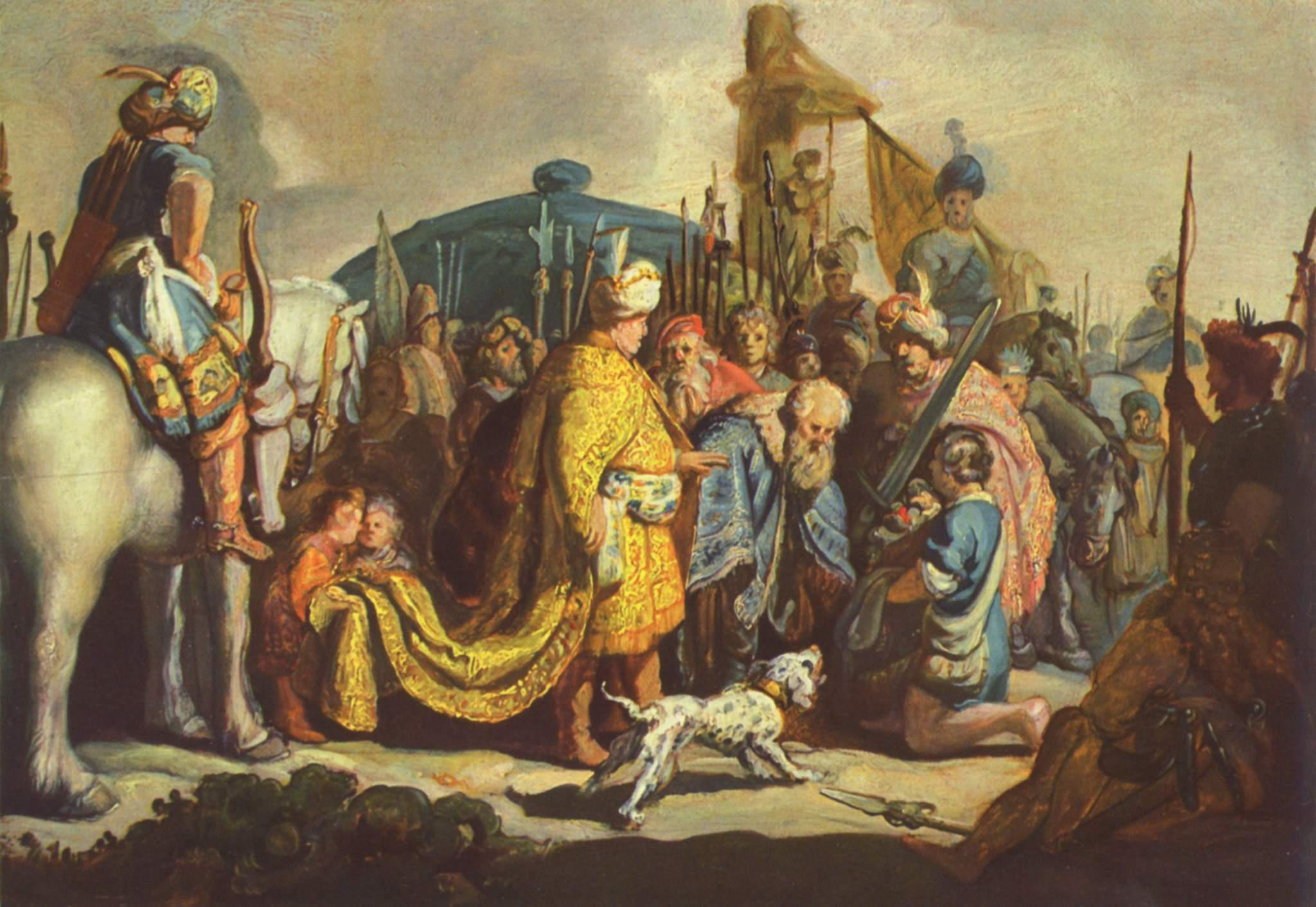
Рембрандт. «Давид приносит Саулу голову Голиафа»

Для первого периода правления Саула показательна его вера, проявленная им после битвы при Галгале: он был готов принести в жертву собственного сына, Ионафана, который накануне победы по незнанию совершил богохульство — в этот день был объявлен пост, а Ионафан об этом не знал и съел немного мёда (1Цар. 14:38). Но народ не дал царю казнить сына. При этом Саул накануне нарушил запрет Самуила и приказал совершить жертвоприношение, так как пророк опаздывал и войско начало разбегаться. С этого момента начинается второй период царствования Саула, омрачённый конфликтом с Самуилом, считавшим, что Саул оскорбляет Бога (см. ниже).
Следующей военной операцией Саула стала война с амаликитянами, причём пророк Самуил перед выступлением приказал истребить их полностью в отмщение за то нападение, которое они сделали на израильтян по переходе ими Чермного моря ещё при Моисее. Он разбил их при Кармиле. Затем состоялась очередная битва с филистимлянами, примечательная тем, что перед ней в единоборстве Давид убил Голиафа. Наконец, в следующей битве с ними же Саул погибнет.
Царство Саула включало уделы Иуды и Ефрема (Эфраима), Галилею и области в Заиорданье. Символом царской власти Саула было, по-видимому, его копьё (поздние легенды свяжут его со знаменитым Копьём Судьбы), а также, возможно, венец и браслет (2Цар. 1:10). В разных библейских текстах указывается разное время правления — 20 и 40 лет; возможно, Саул правил 19 лет; точное время его правления не указывается, см. раздел «Возраст и годы правления Саула».

### Саул и Самуил

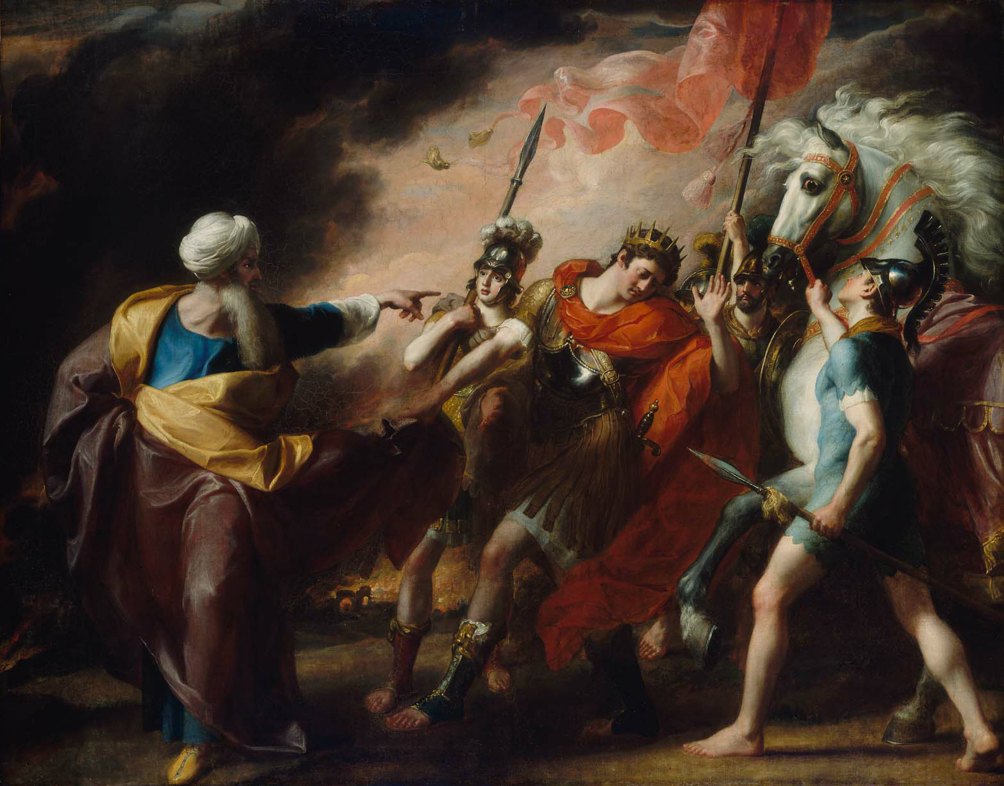
Д.С. Копли. «Самуил отрекается от Саула». 1798

Пророк и царь были тесно связаны не только обстоятельствами, но и на семантическом плане: имя Шауль («испрошенный») является частью имени Шмуэль («испрошенный у Бога» — шауль меЭль). Тем не менее, Самуил, помазавший Саула на царство, со временем отвернулся от него. Трения между ними начались после того, как царь, собравший войско в Гилгале, чтобы вступить в бой с филистимлянами, сам принёс жертвы Богу, не дождавшись прихода Самуила, который должен был произвести этот обряд (1Цар. 13:8—14). Саул поступил таким образом потому, что еврейское войско, устав от ожидания, стало разбегаться, а филистимляне были уже на подходе. Прибывший уже после жертвоприношения Самуил был весьма оскорблён и объявил Саулу, что в наказание за поступок его царствование не будет долговечным. Со временем, как рассказывает Библия, Саул перестал исполнять повеления Божии, став самонадеянным, и Дух Божий оставил его (см. ниже).
Окончательный разрыв между представителями религиозной и светской власти произошёл, когда Саул не выполнил указания Самуила — полностью истребить амаликитян (1Цар. 15:14—35; 28:18): он пощадил царя амаликитского и пригнал множество скота, лучших волов и овец, под тем предлогом, что их будут использовать для жертвоприношения. Самуил, узнав о нарушении своего приказа о тотальном уничтожении вражеского народа, разгневался и сказал царю, что послушание лучше жертвоприношения и повиновение лучше «тука овнов». Затем он объявил ему, что Саул не будет более царём и предрёк гибель всему его потомству. Испуганный Саул схватился за край его плаща и не отпускал, пока плащ не порвался.
После этого Самуил сказал Саулу: «Оторвал Господь сегодня от тебя царство Израильское и отдал его ближнему твоему, который лучше тебя» (1Цар. 15:28). Затем по требованию Самуила к нему привели пощажённого было царя амаликитского, и Самуил его казнил: «Приведите ко мне Агага, царя амаликитского. И подошёл к нему Агаг дрожащий, и сказал Агаг: конечно горечь смерти миновалась? Но Самуил сказал: как меч твой жён лишал детей, так мать твоя между жёнами пусть лишена будет сына. И разрубил Самуил Агага пред Господом в Галгале» (1Цар. 15:32, 33).
Хотя после этого царь правил ещё несколько лет, но, чувствуя на себе проклятие Самуила, он верил, что Бог оставил его, и с этого времени «упал духом и сделался рабом ревности, лукавства и злобы»; им овладел злой дух (иногда это толкуют даже как некую душевную болезнь), и царские почести больше его не утешали.

### Саул и Давид
Как повествует о дальнейших событиях Библия, Самуил печалился о Сауле и о том, что ошибся, выбрав его в цари. Бог, который выступает в Библии полноправным собеседником прочих действующих лиц, также был согласен с Самуилом в этом вопросе:

Жалею, что поставил Я Саула царем, ибо он отвратился от Меня и слова Моего не исполнил.
— 1Цар. 15:11

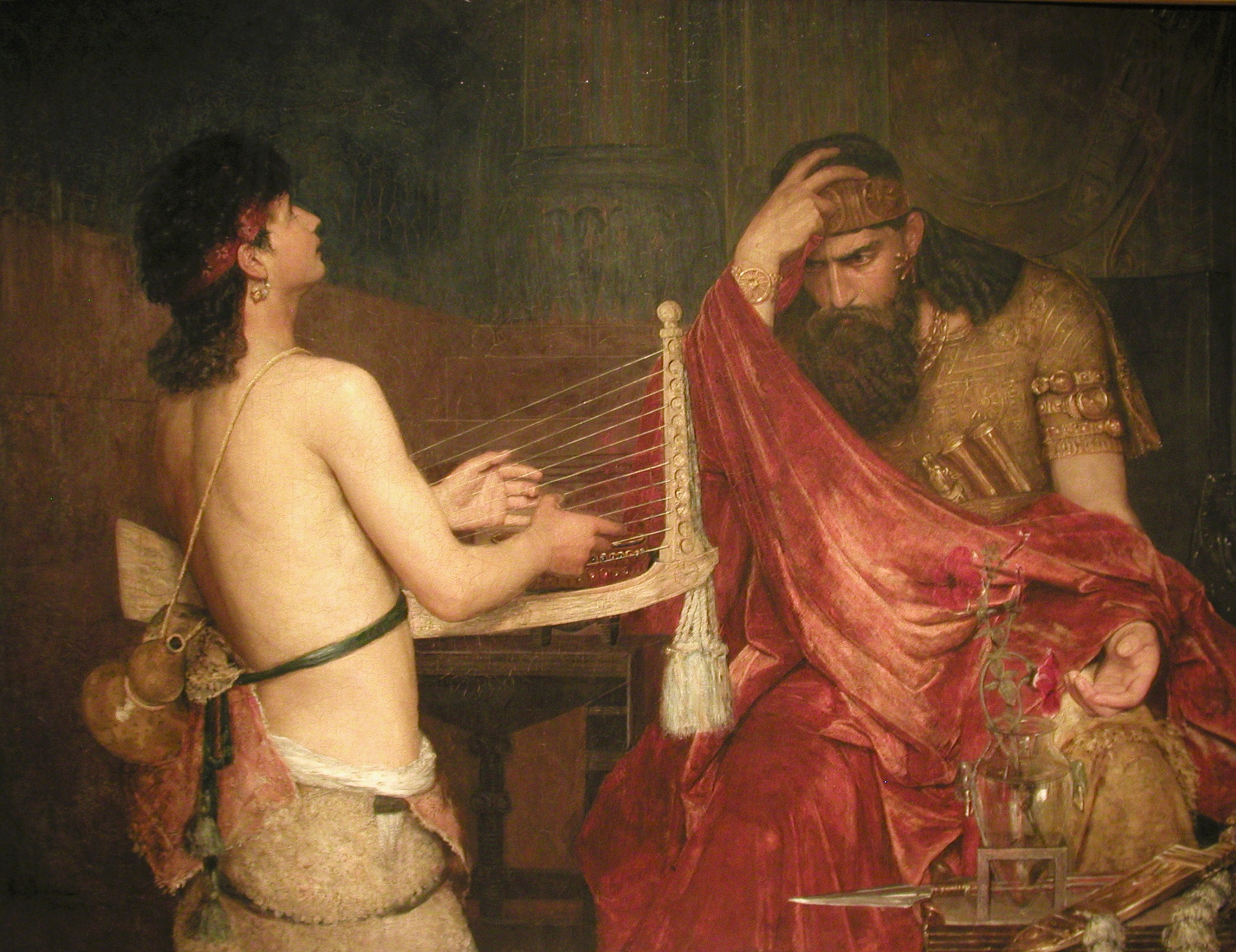
Эрнст Йосевсон.
«Саул внемлет музыке Давида»

Пророк решил поставить над народом Израиля нового царя и, согласно библейскому рассказу, нового кандидата он выбрал также согласно Божьему гласу: «И сказал Господь Самуилу: доколе будешь ты печалиться о Сауле, которого Я отверг…? <…> Я пошлю тебя к Иессею Вифлеемлянину, ибо между сыновьями его Я усмотрел Себе царя» (1Цар. 16:1). Таким образом, Самуил нашёл своему первому помазаннику замену: он отправился в Вифлеем и тайком помазал на царство взамен него Давида, сына Иессеева, из колена Иудина.
Душа изнывает моя и тоскует, —

О, пой же мне, отрок мой, песню твою:

Пусть звуки её мою скорбь уврачуют, —

Я так твои песни святые люблю!

Гнетут меня злобного духа объятья,

Опять овладело уныние мной,

И страшные вновь изрыгают проклятья

Уста мои вместо молитвы святой.

Томлюся я, гневом пылая, и стражду;

Недугом палимая мучится плоть,

И злоба в душе моей... Крови я жажду,

И тщетны усилия зло побороть.

Не раз, жалом немощи той уязвлённый,

Тебя мог убить я в безумном бреду.

О, пой же! Быть может, тобой исцелённый,

Рыдая, к тебе я на грудь упаду!..
Юный Давид, тайно помазанный на царство, был «белокур, с красивыми глазами и приятным лицем», ловок и отважен, имел кроткое и доброе сердце и славился пением и искусной игрой на кинноре (в Вульгате — на кифаре, в славянском переводе — на гуслях). На Саула же со времён ссоры с Самуилом стали часто нападать тоска и уныние, он сделался мрачен и жесток. Ему советовали развлекать себя музыкой и рассказали, что в городе Вифлееме есть прекрасный музыкант. Давида призвали во дворец, и когда он приходил и музицировал, Саулу становилось лучше, «и дух злой отступал от него».
С появлением при царском дворе Давида и победой его над Голиафом Саул начал осознавать, что народ благоволит к юноше сильнее, чем к нему самому (1Цар. 18:16). Он выдал за него свою младшую дочь Мелхолу (сначала пообещав старшую Мерав и нарушив своё обещание), таким образом Давид стал царским зятем. Как условие свадьбы Саул потребовал от Давида сто краеобрезаний филистимлян как свадебный дар, и Давид принёс Саулу не 100, а 200 фрагментов крайней плоти убитых. Но этот брак Давида оставался бездетным, и не появилось внука, который мог бы консолидировать отношения Саула и юного соперника.

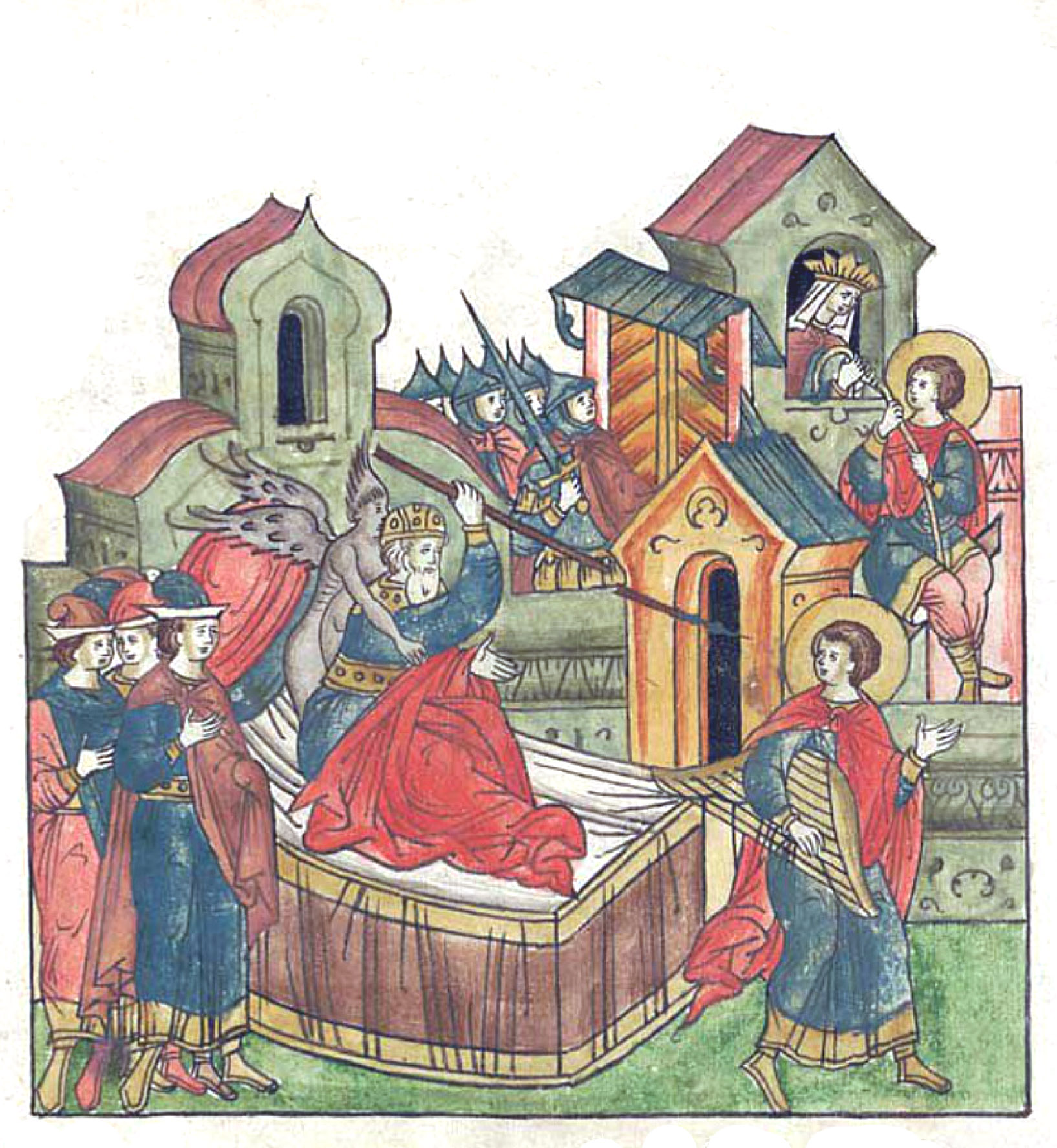
Саул бросает копье в Давида. На заднем плане Мелхола из окна протягивает веревку. Миниатюра из Лицевого летописного свода, 1560-е

Победы Давида над филистимлянами, о которых женщины пели «Саул победил тысячи, а Давид — десятки тысяч!», вызвали зависть царя, перешедшую в слепую ненависть, временами затемнявшую его рассудок, — в приступах гнева он покушался на жизнь собственного сына Ионафана (1Цар. 20:33). Подозрительность Саула заставляла его повсюду видеть заговор и побуждала его убить Давида (1Цар. 18:20—29; 19:1, 4-7, 9, 10).
Случай с копьём, которое царь внезапно посреди мирного вечера метнул в Давида, и угроза заключения, от которой юношу уберегла только жена, вынудили Давида бежать к пророку Самуилу в Раму. При последней встрече Ионафан, царский сын, подтвердил Давиду, ставшему его ближайшим другом, что примирение с Саулом невозможно. Саул приказал убить всех священников из Номвы за то, что они помогли Давиду убежать (спасся один лишь Авиафар) и едва не убил за это же Ионафана (1Цар. 22:12—19). В конце концов Саул ожесточился настолько, что безо всякого предлога приказал перебить гаваонитян (потомков амореев) — 2Цар. 21:1.

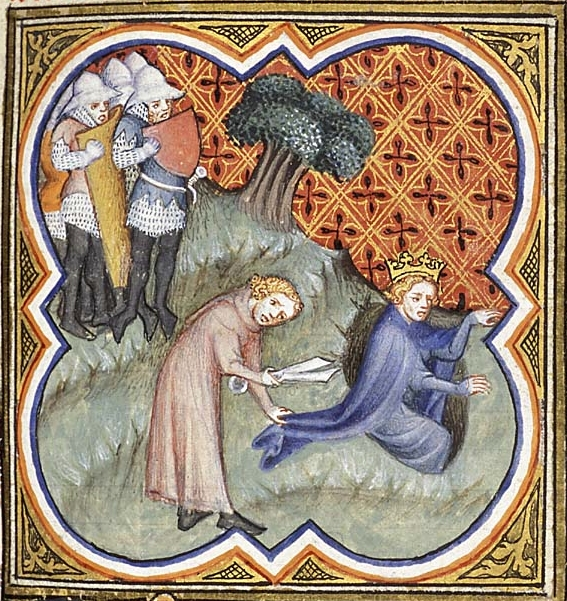
«Давид отрезает кусок плаща Саула», Bible Historiale, 1372

До самой гибели царя Давид продолжал скрываться. Саул отдал его жену, свою дочь, другому и продолжал его преследовать, впрочем, безуспешно. При этом Давид не раз демонстрировал свою добрую волю и нежелание поднимать руку на тестя, например, однажды застав Саула в пещере, (куда тот зашёл справить нужду — отсюда устарелое переносное выражение «уйти по надобности царя Саула») он незаметно отрезал у него край плаща, который потом показал Саулу со словами, что вполне мог убить его, но этого не сделал. Также он пощадил царя, однажды прокравшись в лагерь и увидев его спящим у костра без охраны.

И зарыдал Саул и заплакал. И сказал он Давиду: «Ты более праведен, чем я, ибо ты отплатил мне добром, а я отплатил тебе злом».
— 1Цар. 24:16-17
Во время этих поисков имел место второй пророческий экстаз Саула (1Цар. 19:23, 24), когда все, кого он посылал за беглецом в дом пророков в Раме, начинали пророчествовать. Саул решил туда отправиться собственной персоной и тоже испытал приступ пророческого дара.

### Смерть Саула
На фоне постоянных преследований скрывавшегося Давида и смерти пророка Самуила царь продолжал вести войны с филистимлянами. Когда вражеские силы собрались в Изреельской долине, он выступил против них и разбил стан у подножия горы Гелвуй (Гильбоа), по-видимому, возле Эйн-Харода (1Цар. 28:4-29:1).

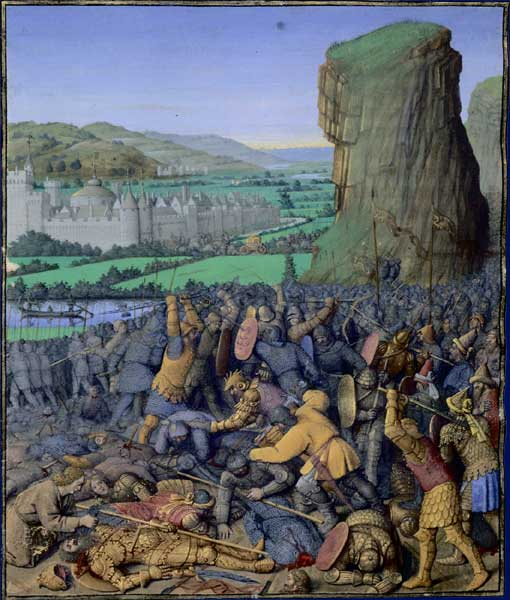
«Гелвуйская битва», Жан Фуке, 1470—1475 (илл. к Иосиф Флавий, «Иудейские древности»)

Как гласит Писание, испуганный Саул попытался вопросить Бога об исходе битвы, «но Господь не отвечал ему ни во сне, ни чрез урим, ни чрез пророков» (1Цар. 28:6). По этой причине накануне битвы он отправился к Аэндорской волшебнице, чтобы узнать свою судьбу, поскольку чувствует себя оставленным Господом. Он нашёл эту предсказательницу с большим трудом, поскольку до этого сам приказал изгнать всех колдунов из своего царства (1Цар. 28:3), но как отмечают, он преследовал волшебство «не с полным убеждением в его суетности; и, быть может, не столько из религиозных побуждений, сколько из опасений его чар против себя». Волшебница вызвала ему дух Самуила, и тот предрёк ему гибель. Обращение к волшебнице поздние книги Библии называют причиной смерти Саула — «умер Саул за своё беззаконие, которое он сделал пред Господом, за то, что не соблюл слова Господня и обратился к волшебнице с вопросом» (1Пар. 10:13).
В состоявшейся после посещения колдуньи Гелвуйской битве пали три сына Саула — Ионафан, Аминадав и Мелхисуа. Окружённый вражескими лучниками и израненный их стрелами, Саул бросился на свой меч (1Цар. 31:4); или же ему помог совершить самоубийство оказавшийся рядом воин.
Когда на следующий день филистимляне обнаружили среди павших тело Саула, они отсекли его голову «и послали по всей земле филистимской, чтобы возвестить о сём в капищах идолов своих и народу» (1Цар. 31:8-9). Оружие Саула было пожертвовано в храм Астарты, а его тело вывешено на стене Вефсана (Бет-Шеана). Жители Иависа Галаадского, помнившие, как Саул в начале своего правления спас их от аммонитян, сняли тело со стены и похоронили в своём городе (1Цар. 31:10—13) под дубом, почтив его памяти 7-дневным постом. Оттуда впоследствии кости Саула были перенесены в усыпальницу его отца в местности Цела, по-видимому, близ Гивы (2Цар. 21:14).
Давид казнил вестника, который доставил ему новость о смерти Саула, поскольку тот признался, что помог царю в самоубийстве (2Цар. 1:15, 16), а поднимать руку на помазанника — преступление. Затем Давид оплакал смерть Саула и Ионафана в погребальном плаче (2Цар. 1:19—27).

### Потомство
Саул — единственный царь объединённого еврейского царства, который не был многоженцем (в отличие от Давида, Соломона и других царей). Список сыновей Саула приведён в 1-й книге Царств (14:49) и 1-й книге Паралипоменон (8:33; 9:39).
1. Ахиноамь, дочь Ахимааца — жена Саула. Их дети:
  1. Ионафан (Йонатан). Его сын:
    1. Мемфивосфей (Мериббаал; Мерив) — единственный выживший потомок Саула, во время его гибели был 5-летним. Был хром на обе ноги, поэтому не мог быть активной фигурой-соперником в царствование Давида.
      1. Имел сына по имени Миха, который оставил потомство[прим. 1], видной роли в истории Израиля не сыгравшее.

  2. Аминадав
  3. Мелхисуа (Малки-Шуа) — трое сыновей погибли вместе с отцом
  4. Иевосфей (Ешбаал) — четвёртый сын, стал следующим царём Израиля, правил два года, убит собственным военачальником, перебежавшим к Давиду.
  5. Иессуи — подробностей о нём Священное Писание не сообщает.
  6. Мерова (Мераб) — выдана замуж за Адриэла, сына Верзеллия из Мехолы, имела 5 сыновей, все убиты
  7. Мелхола (Михаль) — выдана замуж за Давида, после его бегства отдана Фалтию, сыну Лаиша из Галлима, после смерти Саула возвращена мужу. Бездетна, после взятия Иерусалима отослана им прочь
2. Рицпа, дочь Айя — наложница Саула. Их сыновья:
  1. Армон
  2. Мемфивосфей — оба убиты вместе с пятью сыновьями Меровы

## Саул в прочих книгах Библии

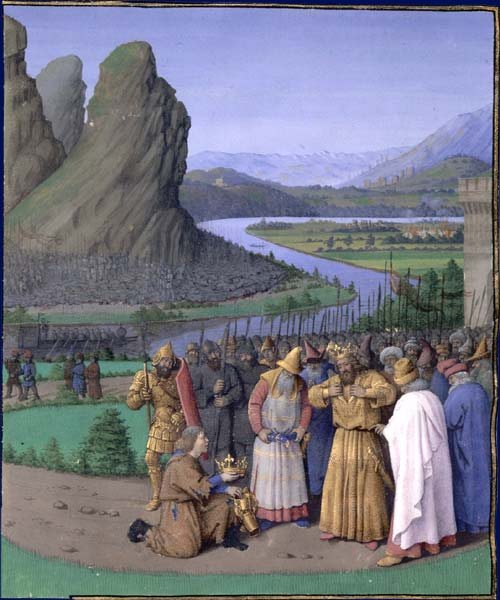
Давиду приносят известие о смерти Саула, Жан Фуке, 1470—1475 (илл. к Иосиф Флавий, «Иудейские древности»)

### Вторая книга Царств
Давид, ставший после смерти Саула царём Иудеи, а затем и всего Израиля, неоднократно подчёркивал своё уважение к своему предшественнику и его домочадцам:
- Получив известие о гибели Саула и Ионафана, Давид оплакал их смерть в знаменитой песне «Краса твоя, о Израиль, поражена на высотах твоих» (2Цар. 1:17-27), в которой, между прочим, говорит: «Без крови раненых, без тука сильных лук Ионафана не возвращался назад, и меч Саула не возвращался даром. Саул и Ионафан, любезные и согласные в жизни своей, не разлучились и в смерти своей; быстрее орлов, сильнее львов они были. Дочери Израильские! плачьте о Сауле, который одевал вас в багряницу с украшениями и доставлял на одежды ваши золотые уборы».
- Узнав о безнаказанном убийстве Иоавом Авенира, двоюродного брата Саула, Давид публично заявил о своей невиновности в убийстве и оплакал погибшего (2Цар. 3:28-39), а уже на смертном одре завещал Соломону казнить Иоава (3Цар. 2:5-6), что и было тем исполнено.
- Убийц царя Иевосфея, сына и наследника Саула, Давид также казнил (2Цар. 4:9-12).
- Мемфивосфею, единственному сыну Ионафана, Давид возвратил все поля Саула и питал его за своим столом, наравне с собственными детьми; Сива, верный слуга Саула, был поставлен управлять имениями Мемфивосфея (2Цар. 9:1-13).
- Во время бегства от своего восставшего сына Авессалома Давид смиренно выслушивал укоры и насмешки Семея, из рода Саулова, упрекавшего царя, между прочим, и в гибели Саула (2Цар. 16:5-13).
- После победы над Авессаломом и возвращения к власти Давид вернул половину полей внуку Саула — Мемфивосфею, которые хитростью были отняты Сивой, Давид простил Семея (Шимея) (2Цар. 19:16-30)
- «Когда Господь избавил его от рук всех врагов его и от руки Саула», Давид воспел благодарственный псалом 17 (2Цар. 22:1-51, повторяется в Пс. 17:1-51).

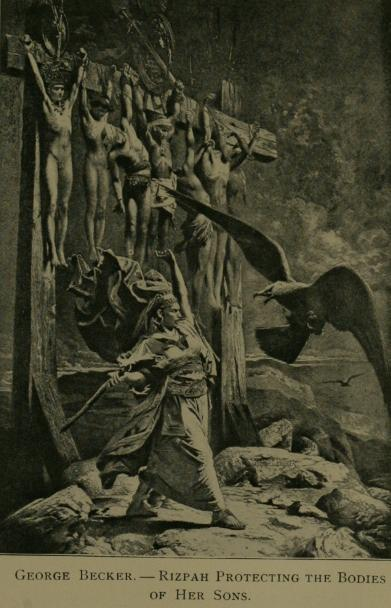
«Рицпа отгоняет стервятников от тел своих сыновей»

На фоне перечисленных фактов резко выделяется трагический эпизод с убийством семерых потомков Саула (двух его сыновей от Рицпы, и пятерых внуков — детей его дочери Меровы). Семеро юношей были убиты, так как в стране случился голод и, по библейскому тексту, Господь сказал, что «это ради Саула и кровожадного дома его, за то, что он умертвил гаваонитян» (2Цар. 21:1—14). Чтобы прекратить напасть, Давид спросил гаваонитян, что им необходимо получить, чтобы простить евреев. Те потребовали семерых потомков Саула. Давид выдал их всех (кроме сына своего друга Ионафана), и их повесили в первые дни жатвы (в начале жатвы ячменя). (Гаваонитяне были потомками язычников-ханаанеев, и этот эпизод подтверждает практику человеческих жертвоприношений у соседей Израиля, неоднократно обличаемую библейскими пророками). Рицпа, наложница Саула, оставалась у тел несколько месяцев, отгоняя от них стервятников и диких животных. Таким образом, пророчество Самуила о трагической судьбе потомства Саула (если не считать сына Ионафана), осуществилось. Голод закончился, только когда Давид похоронил семь этих тел, а также перенёс останки Саула и его родных в одну гробницу.

### Псалтирь
Хотя история противостояния Давида и Саула сюжетно угадывается в тексте Псалтири (авторство большинства псалмов которой связывается с Давидом), имя Саула собственно в тексте псалмов ни разу не упоминается, хотя фигурирует в названиях ряда псалмов, как считается, озаглавленных позднее создания собственно лирических текстов.
Помимо уже указанного псалма 17 с различными обстоятельствами конфликта Саула и Давида связываются следующие псалмы:
- Псалом 51 — «учение Давида, после того, как приходил Доик Идумеянин и донёс Саулу и сказал ему, что Давид пришёл в дом Ахимелеха».
- Псалом 53 — «учение Давида, когда пришли Зифеи и сказали Саулу: „не у нас ли скрывается Давид?“» и тематически продолжающий его псалом 54.
- Псалом 57 — хоть и не содержит соответствующего надписания, но своим содержанием восходит к преследованиям Саулом Давида.
- Псалом 58 — «писание Давида, когда Саул послал стеречь дом его, чтобы умертвить его».

### Осия

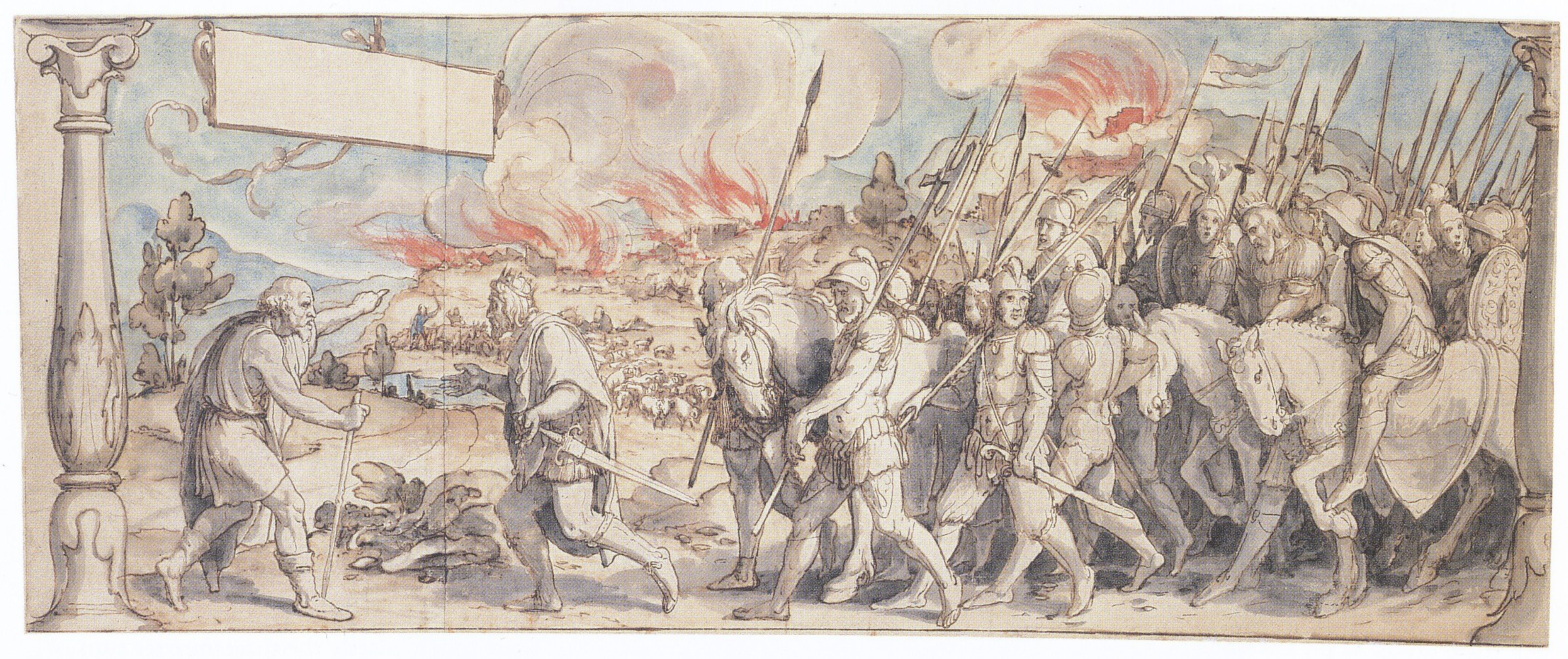
Ганс Гольбейн Младший. «Самуил проклинает Саула»

Ряд христианских богословов (Кирилл Александрийский, Ефрем Сирин) видели указание на историю возвышения и падения царя Саула в Книге пророка Осии (Ос. 13:9—11): «Погубил ты себя, Израиль, ибо только во Мне опора твоя. Где царь твой теперь? Пусть он спасёт тебя во всех городах твоих! Где судьи твои, о которых говорил ты: „дай нам царя и начальников“? И Я дал тебе царя во гневе Моём, и отнял в негодовании Моём.» Этот вывод обусловлен как очевидной параллелью с речью Самуила к Израилю («Вы сказали мне: „нет, царь пусть царствует над нами“, тогда как Господь Бог ваш — Царь ваш. Итак, вот царь, которого вы избрали, которого вы требовали: вот, Господь поставил над вами царя» (1Цар. 12:12-13), так и тем обстоятельством, что Саул был единственным царём, в буквальном смысле вытребованным народом у Бога.

## Другие тексты
Поздний мидраш рассказывает, что когда мужчины из колена Вениамина отправились похищать девушек из Шило (поскольку в их племени не хватало невест) (Шофтим 21:29-23), Саул оказался слишком робок, чтобы схватить одну из плясавших в виноградниках девушек, и она сама побежала за ним. С этим эпизодом связывается упрёк, который Саул бросит Ионафану — «сын дерзкой женщины». Еврейские мудрецы, комментируя этот эпизод, пишут, что молодой Саул отличался при своей храбрости крайней застенчивостью.
Еврейский историк I века н. э. Иосиф Флавий в VI книге «Иудейских древностей», пересказывая библейский сюжет, делает ряд дополнений и расширений текста. Так, он обращает внимание, что начиная с Саула «страна евреев окончательно приняла монархическое устройство». Также Иосиф Флавий регулярно приводит ещё более крупные, нежели в Библии, данные о численности войск, указывая, что филистимляне выступили против иудеев с войском в 300 тыс. пехоты, 30 тыс. колесниц и 6 тыс. конницы, и в битве, когда отличился Ионафан, были убиты 60 тыс. врагов; а в походе на амаликитян Саул собрал 430 тыс. бойцов (включая 30 тыс. от колена Иуды); родня Ахимелеха состояла из 305 человек (вместо 85 в Библии). Он добавляет, что не все евреи поначалу восприняли Саула после его избрания всерьёз: некоторые относились к нему с презрением, насмехались над ним и не приносили надлежащих даров, однако после победы над аммонитянами он завоевал всеобщее уважение. Приводя рассказ об Аэндорской волшебнице, Иосиф восхваляет храбрость Саула, готового выступить в битву, зная её неудачный для себя исход.

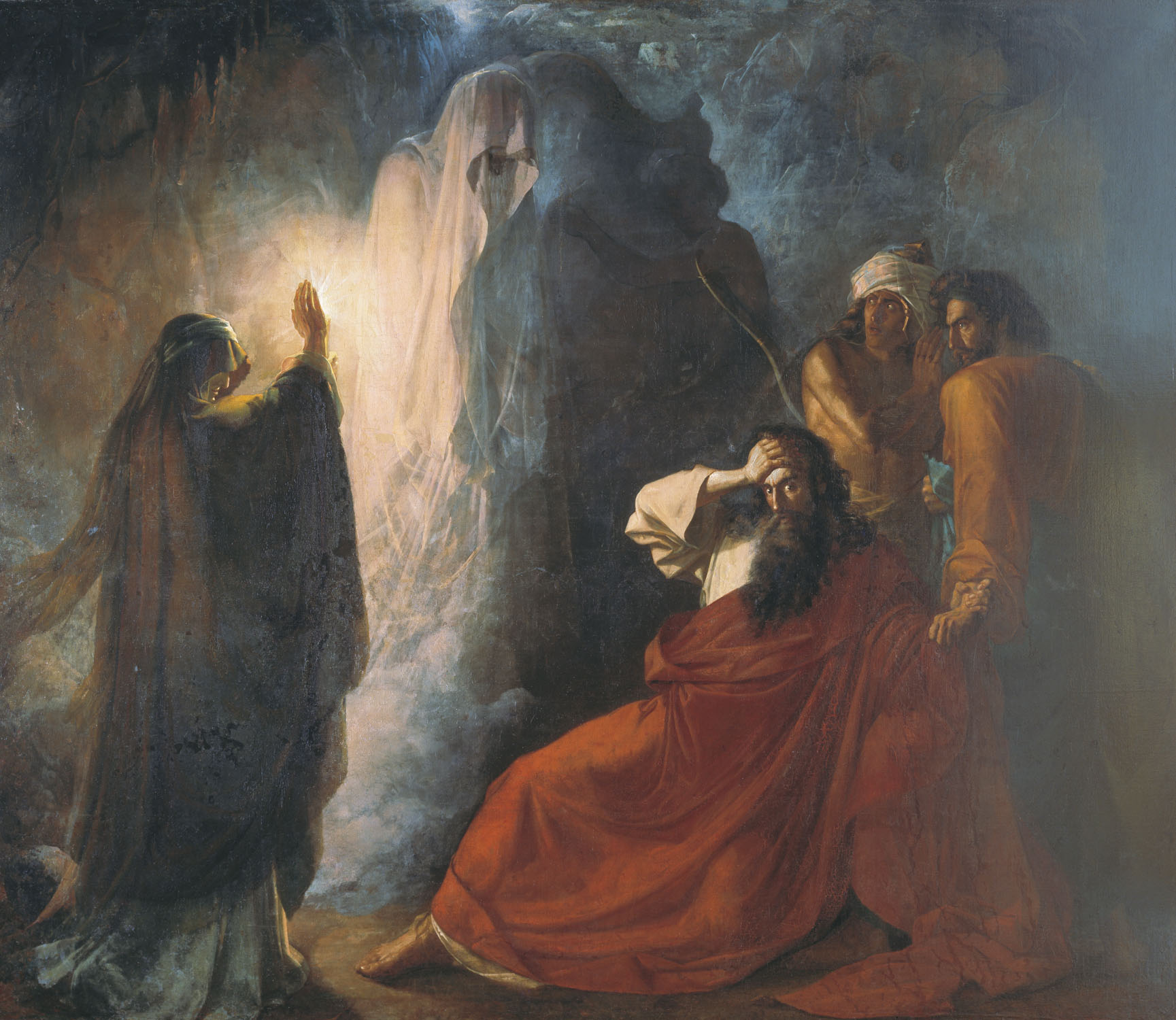
Д. Мартынов. «Аэндорская волшебница вызывает тень пророка Самуила»

В Талмуде написано, что в Библию вошла лишь небольшая часть разговора между призраком Самуила, вызванным Аэндорской волшебницей, и царём Саулом, который также спросил пророка: «Спасусь ли я, если обращусь в бегство?». Самуил ответил: «Да, если убежишь с поля боя, то будешь в безопасности. Но если ты согласишься с приговором Господа, то завтра окажешься в раю рядом со мной». Таким образом, сборы царя на заведомо проигрышную битву оказываются героическим подвигом. Мидраш Левиткус Рабба восхваляет его за это:

На следующий день [после посещения Аэндора] Саул взял с собой своих троих сыновей, Ионафана, Авинадава и Мелхишуа, и отправился с ними в битву. В этот час Господь сказал ангелам: «Посмотрите на героя, которого я создал. Когда человек отправляется на ярмарку, он опасается брать с собой детей, чтобы их не сглазили. Но этот человек отправился на верную смерть и взял троих своих сыновей с собой. Он предвкушает ужасную судьбу, которая настигнет его!»

### Возраст и годы правления Саула
Правление Саула в летописи истории еврейского народа является уникальным с той точки зрения, что он — единственный царь, о котором авторы Библии не знают длительности царствования (они приводят время царствования даже для узурпаторов, завладевших троном на несколько дней). Это особенно удивительно в случае первого царя страны и основателя государства.
Историки приводят следующие даты для периода правления Саула: 1067—1055 год до н. э. (то есть 12 лет); ок. 1040—1012 годы до н. э. (28 лет), ок. 1029—1005 годы до н. э. (24 года), ок. 1030—1004 годы до н. э., ок. 1030—1009 годы до н. э. (ок. 20 лет), ок. 1025—1004 годы до н. э. (ок. 20 лет). Некоторые источники не пытаются точно датировать начало правления Саула, отмечая, что погрешность может составлять десяток лет, но датируют смерть Саула 1004 или 1005 годом до н. э..
Иудейские комментаторы, основываясь на библейском тексте и комментариях Раши, пытаются вычислять возраст Саула таким образом:
- Саул родился на 12-м году правления Самсона (2823 год от сотворения мира)
- Саулу было 8 лет, когда Илий стал судьёй (2831 год), таким образом Саул на 9 лет старше Самуила.
- Саулу было 31 год, когда родился Давид (2854 год).
- Саулу было 48 лет, а Давиду 17, когда Самуил стал судьёй (2871 год).
- Саулу было 59 лет, а Давиду было 28 лет, когда Саул стал царём (2882 год).
- Самуил умер в возрасте 52 лет, за 4 месяца до смерти Саула (2884 год).

Таким образом, вопреки библейскому тексту, выходит, что Саул был царём 3 года, что соответствует библейской фразе о том, что Самуила попросили назначить царя «когда он состарился». То есть Самуил вряд ли смог бы прожить ещё 40 лет правления Саула, а умер он в один год с царём. Существуют и другие варианты исчисления.
Также называют продолжительность его царствования в 40 лет (основываясь на расчёте, что унаследовавшему трон Саула его сыну Иевосфею было 40 лет, когда он стал царём — 2Цар. 2:10; а в начале царствования Саула он в списке сыновей не упоминается — 1Цар. 14:49). Это число также указывает апостол Павел (Деян. 13:21), но не в утвердительной форме («сорок лет»), а в сослагательной («так прошло лет сорок»), видимо, без опоры на древние тексты он тоже не мог сказать точнее. Принимая во внимание, что Павел в юности был фарисеем и учился у прославленного законоучителя Гамалиила, эту точку зрения можно считать распространённой среди иудейских книжников I века. Иосиф Флавий говорит, что Саул правил 18 лет при жизни Самуила и 22 года — после его смерти, что противоречит последовательности событий в Библии, согласно которым считается, что Саул отправился к Аэндорской волшебнице вскоре после смерти Самуила.

### В Коране

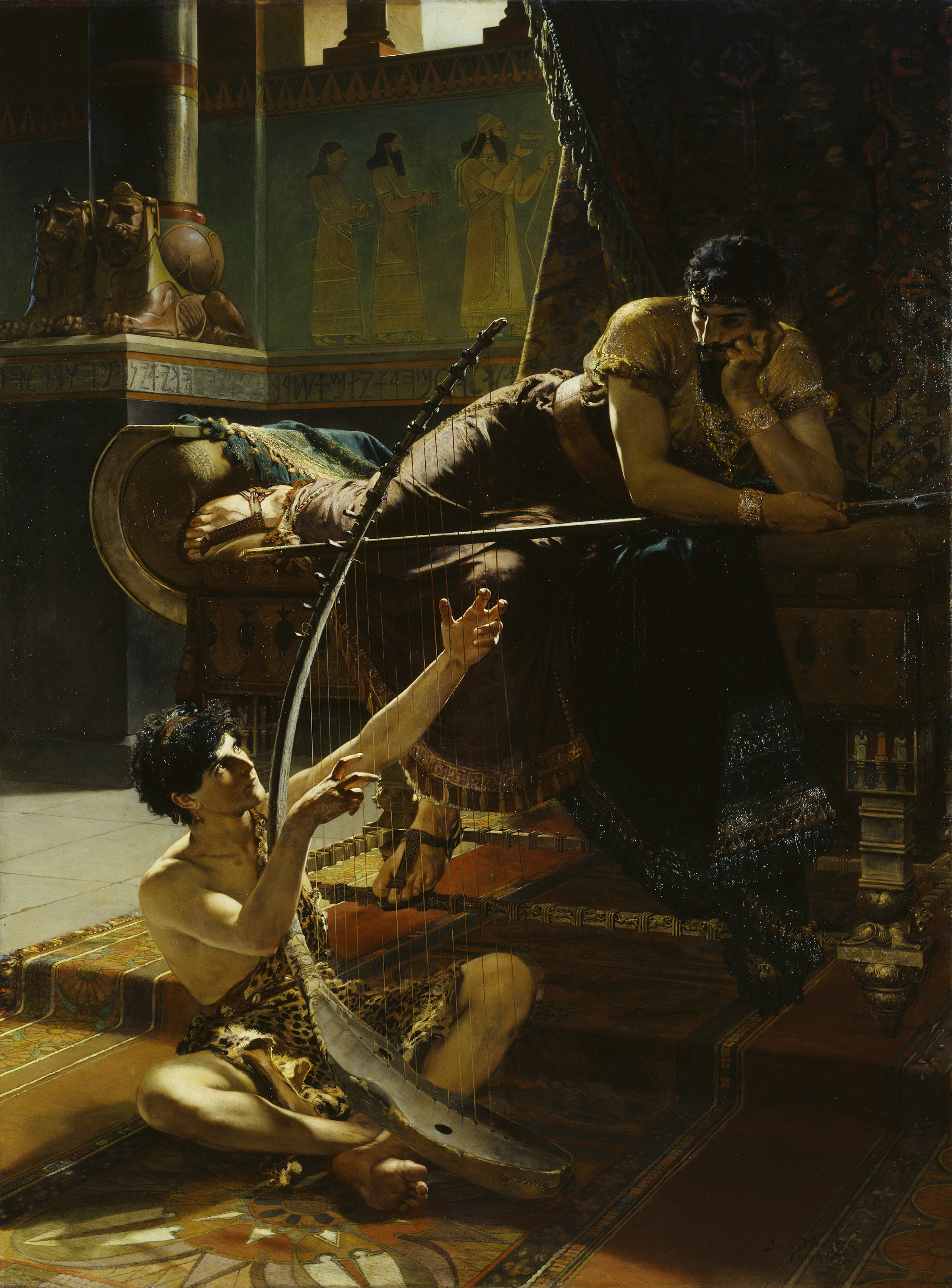
«Давид играет Саулу». Юлиус Кронберг

Саул, в исламе фигурирующий под именем Талут, упоминается в суре 2-й «Аль-Бакара» (Корова; 2:247-251), во фрагменте, повествующем о том, как Аллах наделяет правителей властью:

Их пророк сказал им: «Аллах послал вам Талута царём». Но знать была недовольна выбором Аллаха, говоря: «Как может быть у него власть над нами, когда мы более достойны власти, чем он? Ведь у него нет ни знатного происхождения, ни богатства». Их пророк ответил, что Аллах поставил его царём над ними, потому что у него есть преимущества в военных делах и знаниях, в управлении государством, а также в физической силе. Поистине, власть в руках Аллаха, и Он дарует её, кому пожелает, независимо от положения и богатства. Аллах — Вездесущий и Всеведущий!— Аль-Бакара, 2:247
Талут выступил с воинами против Джалута (Голиафа), предварительно испытав их водой реки: те воины, которые отказались пить её, остались с царём (в Библии такой мотив отнесён к Гедеону; Суд. 7:5—7). С помощью Дауда (Давида) Джалут был побеждён. Предание развивает сюжеты и мотивы, связанные с высоким ростом Талута, с содержимым Ковчега и его попытками убить Дауда.

## Исторический анализ

### Анализ текста
Главный источник по истории Саула — Первая книга Самуила (известная в русской традиции как Первая книга Царств). Древнейшим текстом, упоминающим Саула, считается «Плач Давида по смерти Саула и его сына Ионафана», который первоначально входил в так называемую «Книгу праведного» («Книгу доблестного») (2Цар. 1:18). Имя Саула упомянуто в заголовках нескольких псалмов Давида Пс. 17:1; 53:2; 56:1; 58:1), но ни разу в тексте самих псалмов.
По одному мнению, повествование о Сауле считается одним из самых ранних библейских текстов. Её автор не совпадает с автором ни книги Иисуса Навина, ни книг Царей (3-4 кн. Царств). Первоначальный вариант книги Самуила мог быть создан во второй половине правления царя Давида, его преемника (X век до н. э.). Автором её стал неизвестный редактор (иногда предполагается, что им был священник Эвйатар или кто-то из его круга), который собрал разные рассказы об исторических и легендарных событиях и составил из них книгу, включая порой разные версии рассказа об одном и том же событии (например, убийство филистимлянского великана неким еврейским отроком описано четырежды). В соединении версий видят либо механическую компиляцию, либо стремление предоставить аудитории все имеющиеся данные (что сравнивают с методом Геродота).
Согласно концепции Г. Гельшера, принятой Й. Вейнбергом и И. Р. Тантлевским, дошедшее до нас собрание «Ранние пророки» (от Книги Йехошуа / Иисуса Навина до Второй книги Царей / 4 Царств (синод. пер.) — «отдельное, единое и цельное сочинение», созданное на основе более ранних источников либо в конце VII, либо в середине VI века до н. э.. Его автора Вейнберг называет Девтерономистом на том основании, что характер текста близок к повествовательному пласту Второзакония (по Гельшеру, рассказ о Сауле является продолжением пласта Яхвиста в Пятикнижии).
Предполагается, что библейский рассказ о помазании Саула является компиляцией нескольких различных версий:
1. Саул — красивый юноша, искавший ослиц и выбранный Самуилом согласно предсказанию Бога, как вошедший в указанный час в городские ворота (1Цар. 9:1 — 10:16). Когда Саул вернулся домой, он никому не рассказал о том, что с ним случилось, а на вопрос дяди, что говорил Самуил, ответил: «Поведал он нам, что нашлись ослицы», причём автор уточняет: «А о словах Самуила про царство не рассказал ему». (Э. Селлин указывает на то, что здесь имеет место широко распространённый сказочный мотив «Герой отправляется на поиски сбежавшего животного, а находит царскую корону»)[28].
2. Саул — человек, выбранный в Мицпе среди 12 колен израилевых согласно жребию (1Цар. 10:24). (Психоаналитик Ривка Клюгер отмечает: «Атмосфера при этом примерно такая: „Так и быть, получайте своего царя!“ Этот неисторический рассказ о происхождении монархии возник из-за того, что народ связывал с монархией определённые отрицательные переживания», причём Бог, общаясь с Самуилом, сравнивает это желание народа иметь царя с возвращением к идолопоклонству[28][39]).
3. Саул — военный командир, провозглашённый царём в Гилгале после того, как он нанёс поражение аммонитянам. В этом рассказе он — один из Судей, (героев, избранных Богом), среди которых были Гофониил (Суд. 3:9), Гедеон (6:34), Иеффай (11:29) и прочие. Саул отличается от них тем, что, выполнив свою задачу, безвестно не исчезает, а становится царём. Вероятно, именно эта версия максимально близка к исторической[28][неавторитетный источник]. Высказываются даже предположения, что версии выбора его царём, связанные с Самуилом, были впоследствии сочинены духовенством намеренно в угоду верховенства духовной властью над светской с целью придания большей значимости Самуилу[11].

Общим для этих версий о воцарении Саула является избранность его Богом и помазание Самуилом (1Цар. 11). Дальнейший конфликт Саула с Самуилом является результатом трудностей становления монархической власти. Причины негодования Самуила были таковы:
1. Царь сам принёс жертвы, не дождавшись прихода пророка, и Самуил, по-видимому, увидел в этом покушение на прерогативы священников.
2. Царь не выполнил приказ Самуила истребить полностью племя амаликитян.

Некоторые исследователи считают, что это также два варианта одной причины ссоры, причём первый, с жертвоприношением, считается более поздним добавлением, поскольку он не связан с предыдущими событиями.

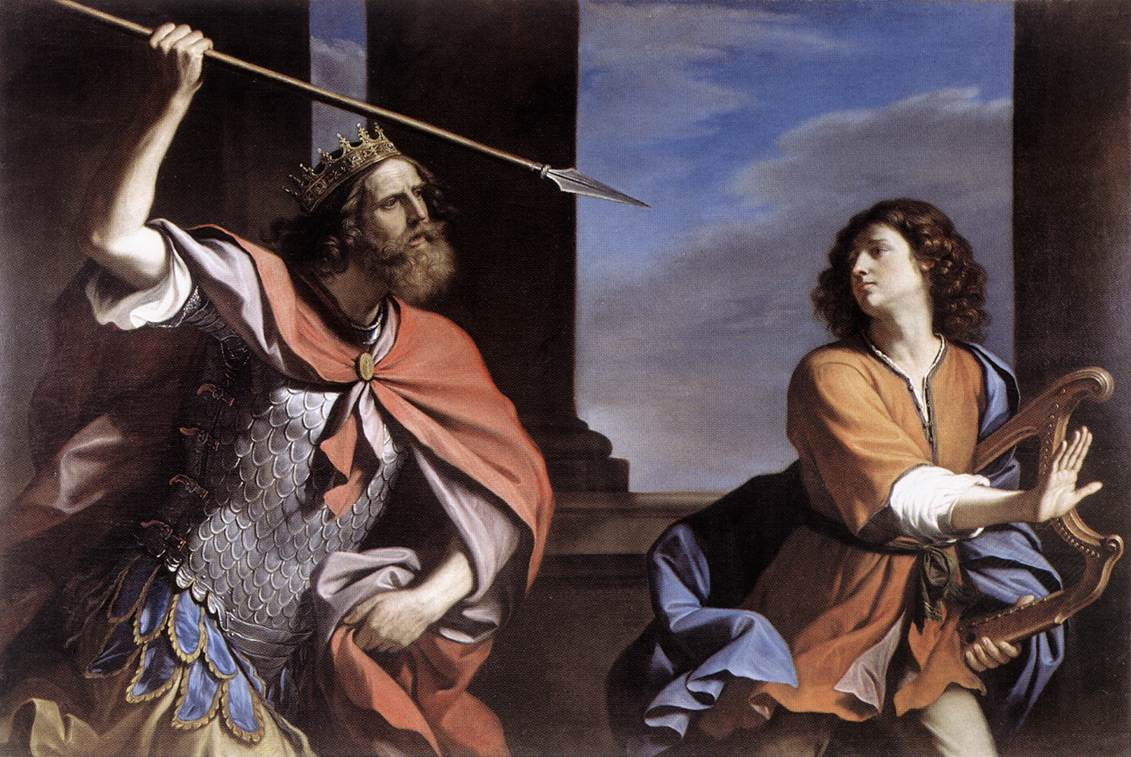
Гверчино. «Саул мечет в Давида копьё».

Также в тексте приводятся два различных объяснения возникновения поговорки «неужто и Саул среди пророков»:
1. Возвращение Саула от Самуила после его помазания.
2. Погоня Самуила за Давидом.

Мотив обращения к духам умерших, фигурирующий в эпизоде с Аэндорской волшебницей — довольно распространённый в фольклоре разных народов (так, в древнегреческом мифе Орфей через оракула обращается к духу оплаканной им жены Эвридики). Тем не менее, для Библии подобный сюжет, связанный с потусторонними силами, является уникальным.
Рассказ о смерти Саула также представляет компиляцию двух вариантов:
1. он совершил самоубийство, бросившись на свой меч;
2. оказавшийся поблизости амаликитянин убил Саула по его просьбе.

Писавший позднее Хронист (автор книг Паралипоменон) резко сокращает описание правления Саула, отводя ему лишь 14 стихов (1Пар. 10) вместо 664 в Ранних пророках и рассказывая только о его смерти, но при этом дополняет девтерономическое описание гибели Саула обоснованием её причин (1Пар. 10:13, 14), которое у Девтерономиста вложено в уста Самуила.

### Анализ правления
Главным достижением Саула было объединение ряда израильских групп от Галаада до Иудеи, создание первого политического единства, которое было настоятельно необходимо для постоянной военной угрозы (филистимляне — на западе, хараанеяне на севере, амаликитяне на юге), контролировавшей значительную часть Палестины. Саул пытался объединить под своей властью весь Израиль (поскольку евреи чётко знали, какая земля должна принадлежать им, согласно обещанию, данному Господом при Иисусе Навине). С целью защиты заиорданских племён Израиля он ведёт войну с царём Моава; выступает против арамейского царства Соба, чтобы защитить северные израильские племена, и воюет с амаликитянами, чтобы укрепить влияние в Южной Палестине. Также он завязывает отношения с племенами калебитов и кенитов и присоединяет к Израилю ханаанейские города, сохранившие свою независимость. Единство нации, тем не менее, было ещё очень шатким, и всё его царствование отмечено непрерывными войнами, шедшими с переменным успехом. Начало государственности, впрочем, было уже положено.
Политика Саула была по большей части направлена на консолидацию монархии. По всей видимости, во время правления он не пытался распространить свою власть за пределы территорий, населённых израильтянами. Также не пытался заменить традиционное племенное руководство централизованным, подчинённым царю административным аппаратом, оставаясь по сути военизированным главой ополчения с ядром из регулярного войска (которое впервые было создано именно при нём и насчитывало 3 тыс. воинов). Можно сделать вывод, что во времена его правления упорядочённая административная система ещё не сложилась. По всей видимости, основную долю зарождавшейся администрации составляли члены его семьи (сын Ионафан стоял во главе одного из контингентов постоянной армии; Авенир, родственник Саула, был главой царской армии; большинство военачальников составляли члены его колена Вениаминова). Племенная организация ещё продолжала существовать — Саул считался не просто царём, а главой колен Израилевых. Традиционные для Древнего Востока монархические институты ещё не сформировались.

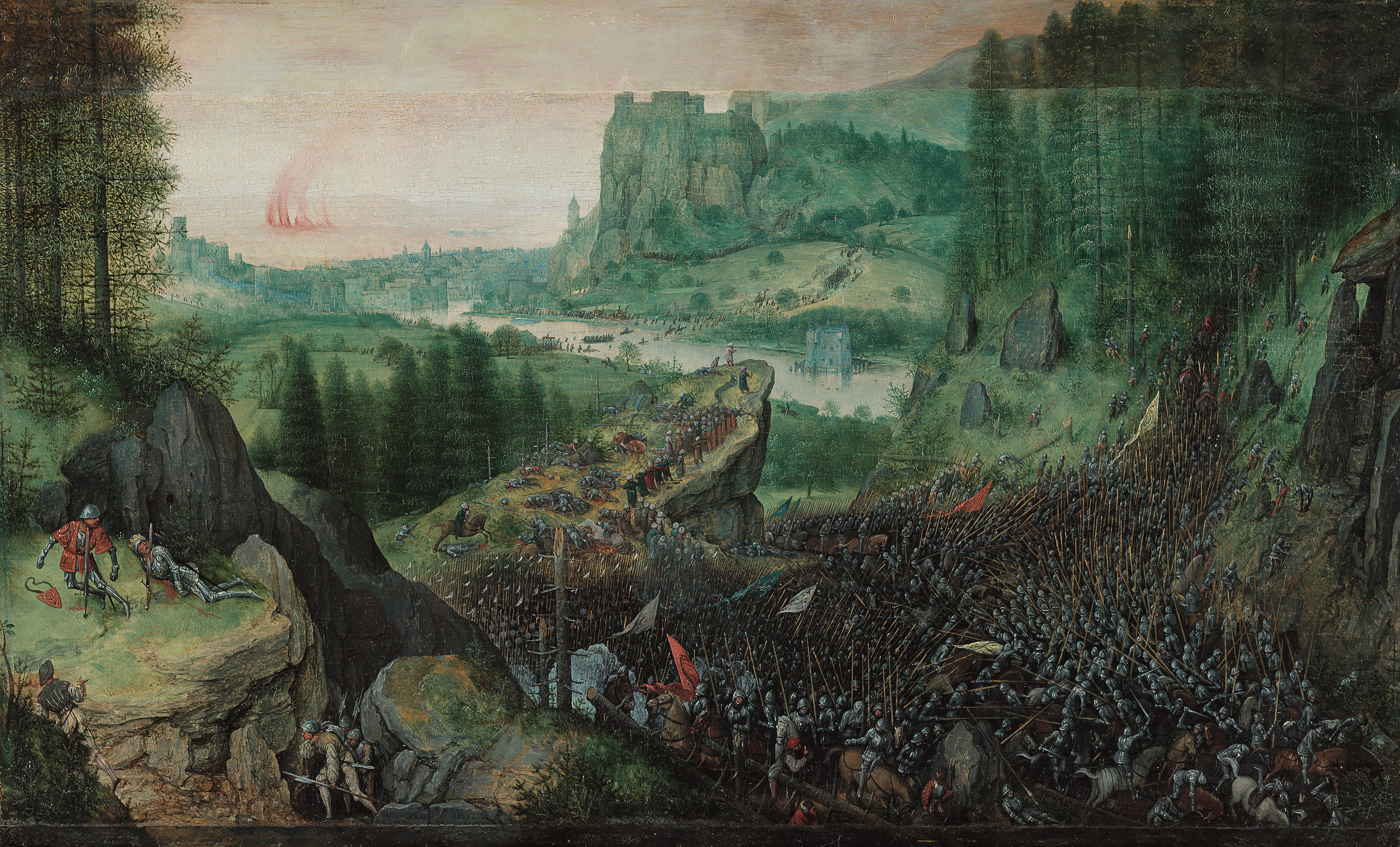
Питер Брейгель Старший. «Самоубийство Саула»

Советский историк В. И. Авдиев пишет: «царство Саула всё ещё носило следы старых племенных отношений. Патриархальный быт этого времени прекрасно описан в библейском сказании [это произведение в другом абзаце Авдиев, лауреат Сталинской премии, деликатно именует „героическим эпосом“] о Сауле, который жил и правил в своём родном городе. Раз в месяц, в новолуние, он собирал дружину у себя дома и держал военный совет под священным тамариском (синод. пер. — дубом). Захваченные у врага поля и виноградники он раздавал своим воинам».
П. Джонсон отмечает, что Саул, как представитель колена Вениаминова, являлся южанином и, не обладая дипломатическим даром, не мог договориться с северянами, полноценной поддержкой которых он никогда не пользовался (тремя царями позднее объединённое израильское царство окончательно разъединится на Иудейское и Израильское). Важно, что правил Саул в родной Гиве, не основав столицы страны: «этот узел эмоций [Иерусалим] дал Израилю только Давид. Такова одна из причин того, что Саул не стал основателем государства, отцом династии».
Историки указывают, что организация Саулом регулярной армии и своего рода партизанская война, которую он развернул против филистимлян, подкосила их владычество над евреями, что позволило его преемнику Давиду окончательно победить их: «Неожиданные нападения Саула на войска филистимлянских захватчиков выбили их с территории племени».
Саул действительно был хорошим воином и тактиком. Любопытен пример из современной истории: майор Вивиан Гилберт в своих воспоминаниях о Первой мировой войне под названием «Роман о последнем крестовом походе» пишет: «командир отряда Алленби, находящейся в Палестине, однажды при свете свечи искал в Библии одно название. Его отряд получил приказ взять деревню, которая располагалась на скалистой возвышенности с дальней стороны глубокой долины. Деревня называлась Михмас, и это название показалось командиру чем-то знакомым». Он отыскал фрагмент в 13 главе 1-й Книги Царств, где рассказывалось о том, как Саул и Ионафан выбили филистимлян из этой деревни: «была острая скала с одной стороны, и острая скала с другой; имя одной Боцец, а имя другой Сене», они вскарабкались на неё и застали врагов врасплох. Английский офицер подумал, что этот проход в горах мог сохраниться до сих пор, он послал разведчиков, те рапортовали о находке, командир изменил план нападения и решил не атаковать Михмас всем отрядом, а послал через ущелье под прикрытием темноты лишь одну роту. Солдаты бесшумно перебили турок и заняли возвышенность. «Итак, — заключает Гилберт, — спустя тысячи лет Британская армия успешно применила тактику Саула и Ионафана». Высоко оценивает тактику Саула и Моше Даян («Жить с Библией»), воевавший на тех же территориях.

### Отношения с Самуилом

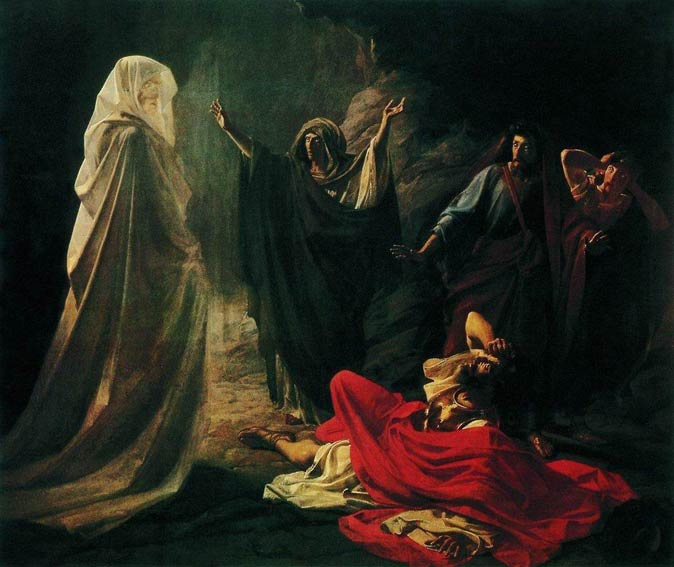
Николай Ге. «Явление тени Самуила царю Саулу»

Анализируя библейский текст, учёные подытоживают, что выдвижение Саула на царство было вызвано неспособностью традиционного племенного руководства («судей») противостоять растущему военному давлению со стороны соседних народов, в первую очередь филистимлян.
П.Джонсон указывает, что Самуил вначале был готов помазать Саула на царство в качестве харизматического лидера («нагида»), полив его голову елеем, но колебался, делать ли его «мелеком» — наследственным монархом (это подразумевало его право призыва на военную службу представителей племён).
В начале своего правления Саул оставался ставленником Самуила, по сути — предыдущего лидера народа (правившего лишь в другом формате). Джеймс Фрэзер пишет про Самуила, возможно, в чём-то выводя Саула слишком слабым:

«Быть  может, он ожидал найти в новом царе коронованную куклу, которая будет плясать  под музыку невидимого советчика, прячущегося за кулисами. Если таковы были его действительные расчёты,  то последующими событиями они полностью оправдались. Ибо при жизни Самуила Саул был лишь орудием более сильной воли, чем его собственная. Пока Саул беспрекословно подчинялся приказаниям этого деспотического наставника,  ему милостиво разрешалось выступать перед толпой в своей призрачной короне; но стоило ему хоть на волос отступить от непреложных велений своего тайного руководителя, как Самуил сломал этого кукольного царя, отбросив его прочь как орудие, негодное для своих замыслов. Пророк втайне назначил Саулу преемника в лице певца Давида и, повернувшись спиной к убитому раскаянием царю, отказался видеть его впредь и оплакивал его до конца своей жизни как мёртвого. С этих пор дела Саула пошли плохо. Лишившись поддержки сильной руки, на которую он так долго и уверенно опирался, Саул потерял всякое душевное равновесие и стал метаться из стороны в сторону. Его меланхолия и подозрительность усиливались. И до того неустойчивый, он потерял всякую власть над собой, и, хотя эти припадки бешеного гнева иногда сменялись столь же бурным раскаянием, постепенный распад этой некогда благородной личности был очевиден».

### Личность Саула
Согласно Вейнбергу, изображение Саула в библейском повествовании («физически прекрасного, мужественного и деятельного, жизнелюбивого и радушного в начале жизни, сумрачного и подозрительного, мнительного и апатичного в конце») подтверждает мнение о способности автора («девтерономического историка») очерчивать и развивать характер своих героев; само это описание предполагает индивидуального автора. По его характеристике, трёхчастное построение повествования (возвышение — следование обязанностям — распад личности и падение) раскрывает трагедию несоответствия человека его назначению. Оценка личности Саула, поскольку делать её возможно лишь на основе единственного источника, неизбежно окрашивается через фильтры его отношений с Богом Израилевым.
В первую половину своего царствования Саул выступает как харизматический вождь, человек, руководимый Духом Господним. Именно Дух Божий вливает в него силы и делает мирного крестьянина военным вождём. Дух Божий (Руах Яхве) снисходит на него после помазания Самуилом (это проявляется, например, в его приступе пророчествования).
Но затем, когда он нарушил приказ Бога, «А от Саула отступил Дух Господень, и возмущал его злой дух от Господа»(1Цар. 16:13—23). По толкованию Клюгер, «харизма, ниспосланная Яхве Саулу и сделавшая его вождём, теперь отделилась от него. Именно теперь и началась меланхолия Саула … в Сауле тотчас начались внутренние изменения: Руах Яхве трансформировался в злую одержимость; он обратился в злого демона» (Злой Дух Яхве/Элохима: Руах Яхве ра’а, Руах элохим ра’а)
По толкованию Лопухина, «дух Саула (под влиянием тёмных сил) не был спокоен: жажда властолюбия, как и многих других страстей, не могла быть ничем насыщена; по мере её удовлетворения она разрасталась».
Когда ритуал помазания перевернул душу Саула, в результате этого он приобрёл способность пророчества, которая сохранилась у него позднее, но пророком он не стал. Отвлекаясь от сакрального толкования событий, учёные пытаются оценить их и с психиатрической точки зрения: «вероятно, появление пророческого дара в результате помазания явилось началом патологического процесса, который, в конечном счёте, привёл нормального здорового юношу к утрате душевного равновесия». Уже Маймонид (XIII век) в своём комментарии к Мишне пишет о болезни Саула следующее: «Термин „злой дух“ используется для обозначения всех болезней, которые по-арабски называются меланхолией».

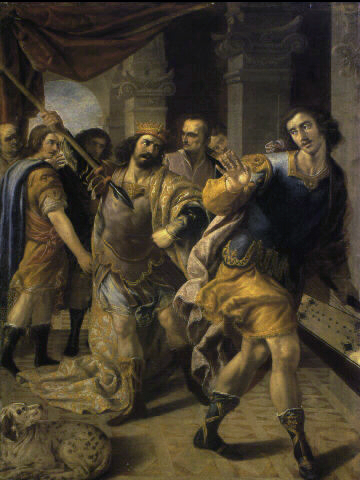
Хусепе Леонардо, «Саул мечет копьё в Давида»

«Откуда это раздвоение личности, — спрашивает раввин А. Штейнзальц, — с одной стороны, храбрый, здравомыслящий предводитель, делавший всё для блага народа, а с другой — человек, одолеваемый страхами и сомнениями и преследовавший своего верного соратника столь диким образом, что это может быть объяснено лишь состоянием, близким к умопомешательству? Был ли Шауль жалким созданием, мучимым неконтролируемыми приступами паранойи? (…) Прежде всего, Шауль был человеком, в котором чувства преобладали над разумом. (…) Импульсивная эмоциональность и недостаток способности адекватно мыслить, трезво оценивать свои действия характеризовали личность Шауля и определяли его поведение».
Но при всех своих недостатках, странностях и приступах Саул оставался человеком, которому были свойственны благородство и подлинная искренность, человеком, до конца сохранявшим прямодушие и простоту. Он был цельной натурой и не страдал сложными комплексами (в отличие от многих других невропатов).
Агада (Тосеф) прямо пишет: «За что удостоился Саул царского сана? За кроткий нрав свой». Когда пропали ослицы у его отца, он взял одного из слуг и отправился на поиски. Обойдя несколько округов, он сказал слуге: «Пойдем назад, чтобы отец, оставив мысль об ослицах, не стал беспокоиться о нас». Агада пишет: «Слугу он ставил на один уровень с собою. А чтобы уклониться от царской власти, для которой он указан был Самуилу Богом, он спрятался в обоз». Раби Иуда со слов Рава объяснял: "За что понёс кару Саул? За то, что он не отстаивал достоинства своего. Как гласит Писание: «Негодные люди говорили: „Ему ли спасать нас?“. И презрели ему и не поднесли ему даров. Но он как бы не замечал того».
Комментаторы-раввины подчёркивают, что Саул не был запятнан ни греховностью, ни лукавством; он как бы олицетворял бесхитростную деревенскую аристократию с её честностью и прямотой (колено Вениамина было не из первых). О нём мудрецы сказали «милосердный к жестоким будет жестоким к милосердным» (Иома, 22. Иалк.) — и действительно, он не смог себя заставить уничтожить амаликитян по приказу Самуила, но с другой стороны уже позже приказал вырезать совершенно невинных священников в Нове. «Противоречия в поведении — милосердие и жестокость, нерешительность и импульсивность — превратили жизнь Шауля в трагедию: ведь во всём, что он делал, даже в худших своих деяниях, Шауль был прямодушен; он не сознавал греховности своих действий, полагая, что поступает правильно. (…) Шауль питал симпатию к Давиду, даже стремясь убить его, — и это определяло сложность их отношений». Комментаторы, говоря о падении царствования Саула, говорили, что по существу он был беспорочен — в нём не было низости, вожделения или личной ненависти (Давида он преследовал как угрозу царю, но при этом продолжал звать его «сын мой»), то есть качеств, обычных для государей, но именно эта душевная чистота и помешала ему остаться правителем: не разделяя недостатки народа, нельзя управлять им. Крах Саула в некотором смысле — крах хорошего человека, взявшегося за дело, для которого надо быть не хорошим, а мудрым. Раби Иуда говорил со слов Самуила: «Почему столь непродолжительно было царствование дома Саулова? Потому что оно было совершенно безупречно. Ибо — как говорил раби Иоханан со слов раби Симеона бен Иегосадока — народ любит, чтобы у тех, которые получают власть над ним, волочился не совсем чистоплотный хвост сзади, дабы когда такой человек чрезмерно зазнаваться начнёт, можно было бы сказать ему: „обернись-ка назад!“».
Таким образом, верующий историк А. П. Лопухин подытоживает: «жизнь Саула распадается на два периода, из которых первый представляет собою жизнь его с Богом и второй — жизнь без Бога. Первый период, поэтому, служит обнаружением лучших качеств его души — смирения и упования на Бога, послушания воле Божией, за которыми следовали успех и победы. И за этот период он немало сделал для политического возвышения своего государства. Иноземное иго было свергнуто, и окружающие хищнические народы потерпели тяжкие поражения, заставившие их отказаться от расхищения царства избранного народа. Но во втором периоде явно берут перевес его худшие качества — высокомерие, самонадеянность, непослушание, за которыми, в свою очередь, неизбежно следовали неурядицы во внутреннем управлении, тоска, суеверие, поражения, отчаяние и самоубийство».

### Археологические исследования
Археологи отмечают, что системы построек, связанные со временем правления Саула, а также достоверно относящиеся к периоду его правления слои городов, неизвестны. Хотя начало государству при нём было уже положено, но до созидательной деятельности, которая оставляет чёткие материальные свидетельства, было ещё далеко.
Единственным подобным памятником традиционно считается столица Саула. В 1922—1923 годах (с перерывом, продолжил в 1933 году) американский археолог У. Ф. Олбрайт раскопал Гиву (современный холм Тель-Эль-Фул) и в напластовании X века до н. э. обнаружил развалины крепости, которую, как считается, построил Саул. Он обнаружил четыре угловые боевые башни, которые соединялись двойной стеной. Внутри был открытый двор. Общая площадь постройки составила 57×62 м, стены казематской конструкции достигали 4,5 м. Полный план гипотетичен, сохранились лишь остатки юго-западного угла крепости с частью каземата, состоявшего из двух ограждавших его панцирей — внешнего (1,5 м) и внутреннего (1,3 м). Исследование черепков показало, что это остатки кувшинов, которыми пользовались около 1200—1000 годов до н. э., следовательно, эта крепость была именно та, которую построил Саул (других крепостей в этой местности в означенный период не существовало).

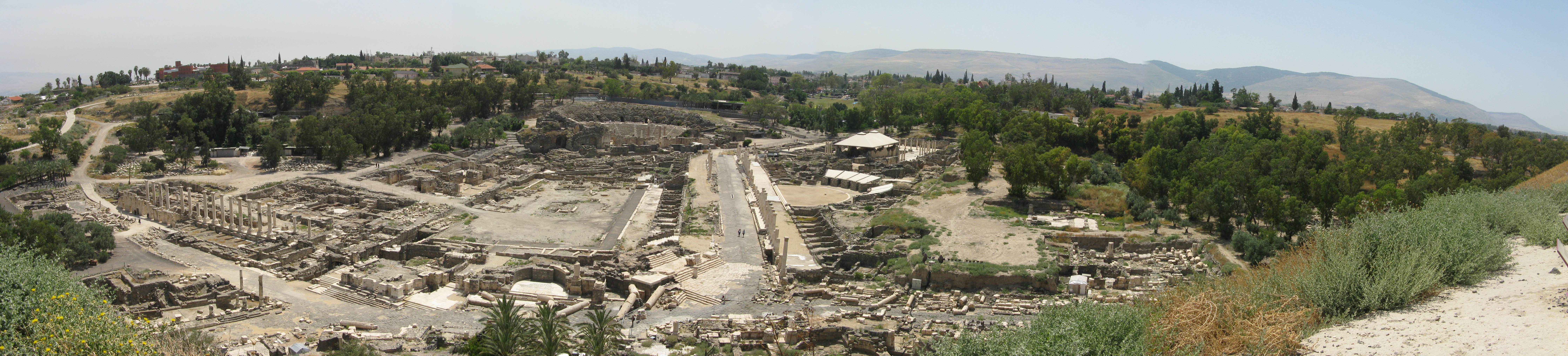
Панорама Бейт-Шеана

По библейскому рассказу, оружие Саула было положено в храме Астарты, в Беф-сане (1Цар. 31:10), а «голову его воткнули в доме Дагона» (1Пар. 10:10) — Беф-сан (современный Бейсан, Бейт-Шеан, холм Тель-эль-Хасн) находится на восток от горы Гелвуя, где соединяются Изреельская и Иорданская долины. В 1921—1930 годах Пенсильванским Университетским Музеем (под руководством Кларенса С.Фишера, Алана Роу и Г. М. Фитцжеральда) обнаружены на формации X века до н. э. развалины языческого храма Астарты и Дагона, те самые здания, в которых, вероятно, было положено оружие Саула и его голова (прочный фундамент стен, окружавший два храма). Раскопки эти свидетельствуют о том, что в дни Саула в Беф-сане действительно были подобные храмы. Были найдены предметы культа (медальоны и талисманы с изображением змей), что подтвердило их принадлежность упомянутым богам.

## В искусстве

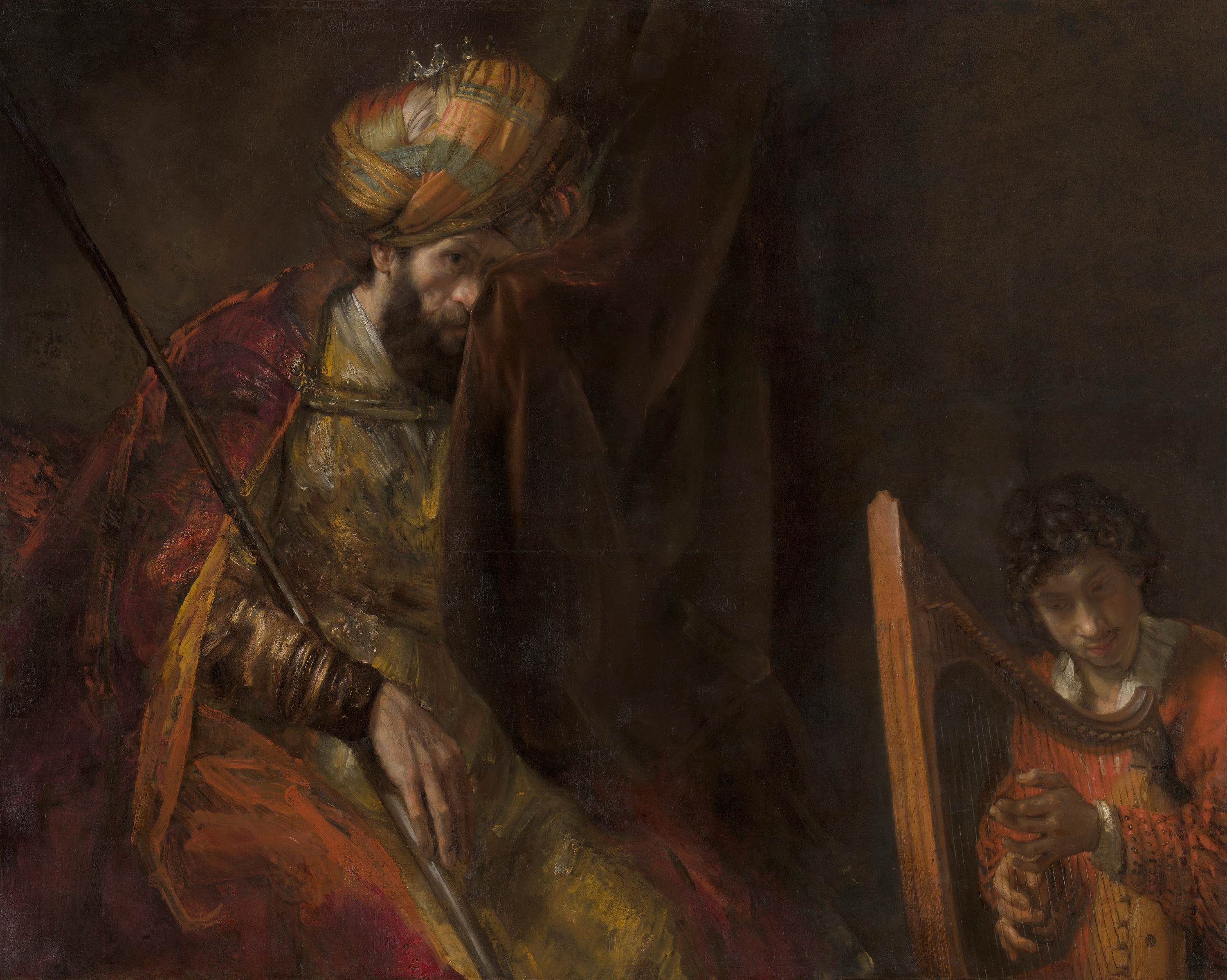
«Саул слушает пение Давида», Рембрандт, 1651—1658 гг.

Душа моя мрачна. Скорей, певец, скорей!

Вот арфа золотая:

Пускай персты твои, промчавшися по ней,

Пробудят в струнах звуки рая.

И если не навек надежды рок унёс,

Они в груди моей проснутся,

И если есть в очах застывших капля слёз —

Они растают и прольются.

Пусть будет песнь твоя дика. — Как мой венец,

Мне тягостны веселья звуки!

Я говорю тебе: я слёз хочу, певец,

Иль разорвётся грудь от муки.

Страданьями была упитана она,

Томилась долго и безмолвно;

И грозный час настал — теперь она полна,

Как кубок смерти, яда полный.

### Изобразительное искусство
Тема Саула не является популярной в изобразительном искусстве. Помимо миниатюр в средневековых манускриптах, её иллюстрации можно найти в библейских циклах гравюр, например, у Доре, а в станковой живописи — в картинах на тему «Давид играет Саулу на арфе», где обычно противопоставляется мрачный царь зрелых лет и юный прекрасный отрок. Наиболее значительными картинами на этот сюжет являются два полотна Рембрандта. Менее популярна тема «Саул мечет копьё в Давида». В отдельную группу следует выделить достаточно распространённую, начиная с эпохи барокко, тему «Аэндорская волшебница вызывает душу Самуила», действующим лицом которой является Саул (Сальватор Роза, Николай Ге, Уильям Блейк). Питер Брейгель Старший написал картину на непопулярный сюжет смерти Саула.

### Проза и драматургия
- Витторио Альфьери. Трагедия «[lib.ru/INOOLD/ALFERI/alfieri1_2.txt Саул]».
- Джон Браун, сочинение «Целение Саула», где он на библейском примере показывает свои идеи о целительной силе музыки.
- Гаврила Державин. Ода «Целение Саула» (подражание Брауну).
- Александр Суме. Трагедия «Саул».
- Егойош, историко-драматический фрагмент «Саул» (идиш).
- Пьеса С. И. и С. С. Мамонтовых «Царь Саул» (поставлена Станиславским).
- Андре Жид. Пьеса «Саул».
- Дмитрий Кедрин в своей пьесе «Рембрандт» пишет о том, как художник создавал картину о Сауле и Давиде: «Вы знаете, какая мысль мелькнула / В моем уме! Я собрался давно / Писать безумного царя Саула. / Натурой для Саула служит мне / Маньяк один, благообразный с вида. / Чтоб развернуться в этом полотне, / Мне не хватает лишь царя Давида…». В качестве натурщика для Давида собеседник предлагает ему пригласить Спинозу.
- Давид Малкин. «Король Шаул», исторический роман.
- Олег Глушкин. «Саул и Давид», исторический роман.

### Поэзия
- Стихотворение Байрона «My soul is dark», его перевод Лермонтовым «Душа моя мрачна»[56].
- К. Р. (Константин Романов), Царь Саул.
- Марина Цветаева. Стихотворения [lib.ru/POEZIQ/CWETAEWA/poetry.txt «Лютня», «Виноградины тщетно в садах ржавели…» и др.]
- Натан Альтерман. Стихотворение о смерти Саула.

### Кинематограф
- В кинофильме «Давид и Вирсавия[англ.]» (1951) роль Саула (без указания в титрах) исполнил Фрэнсис Бушмен[57][58].
- В фильме «Давид и Голиаф» (1960) роль Саула исполнил Орсон Уэллс.
- В телефильме «Давид» (1997) роль Саула исполнил Джонатан Прайс.
- Сериал «Цари и пророки». В роли Саула Рэй Уинстон[источник не указан 1532 дня].
- В сериале «Библия» роль царя Саула исполнил Френсис Мэджи.

### Музыка
- Оратория «Саул» (1739) Генделя; самый известный её фрагмент «Похоронный марш Саула» традиционно использовался при погребении в Англии (источник для шуток в английской классической литературе, например, у Диккенса[прим. 3]).
- Хьюберт Пэрри «Царь Саул».
- Мусоргский положил на музыку стихотворение Байрона.
- Романс на стихотворение К. Р.[59] (недоступная ссылка с 06-06-2018 [2611 дней]).

## Другие Саулы
- Саул — царь Едома (Идумеи) в доизраильскую эпоху, родом из Реховофа на Евфрате (Быт. 36:37, 38)[60].
- Саул — внук Иакова, сын Симеона от ханаанеянки (Быт. 46:10; Исх. 6:15; 1Пар. 4:24), основоположник названного его именем рода (Чис. 26:13)[60].
- Савл — имя, которое получил при рождении апостол Павел.

## Комментарии
1. ↑  «Сыновья Михи: Пифон, Мелег, Фаарея и Ахаз. Ахаз родил Иоиадду; Иоиадда родил Алемефа, Азмавефа и Замврия; Замврий родил Моцу; Моца родил Бинею. Рефаия, сын его; Елеаса, сын его; Ацел, сын его. У Ацела шесть сыновей, и вот имена их: Азрикам, Бохру, Исмаил, Шеария, Овадия и Ханан; все они сыновья Ацела. Сыновья Ешека, брата его: Улам, первенец его, второй Иеуш, третий Елифелет. Сыновья Улама были люди воинственные, стрелявшие из лука, имевшие много сыновей и внуков: сто пятьдесят. Все они от сынов Вениамина» 1Пар. 8:35—40). «Сыновья Михи: Пифон, Мелех, Фарей [и Ахаз]. Ахаз родил Иаеру; Иаера родил Алемефа, Азмавефа и Замврия; Замврий родил Моцу; Моца родил Бинею: Рефаия, сын его; Елеаса, сын его; Ацел, сын его. У Ацела шесть сыновей, и вот имена их: Азрикам, Бохру, Исмаил, Шеария, Овадия и Ханан. Это сыновья Ацела» 1Пар. 9:41—44)
2. ↑  «И останется там навеки. Век Леви 50 лет, потому что „с пятидесятилетнего возраста вернётся со службы“ (Бемидбар 8,25). Итак, Шмуэль жил 52 года. Ведь Эли судил Исраэлитян 40 лет, и в день молитвы Ханы был назначен судьёй, отними год, когда Хана была беременна Шмуэлем, и останутся 39 лет (возраст Шмуэля, когда умер Эли). Шмуэль судил Исраэлитян после смерти 13 лет, так как в день смерти Эли был увезён ковчег, и находился (ковчег) в стране Плиштимской 7 месяцев (Шмуэль1 6,1). После 7 лет царствования Давида в Хевроне, он был провозглашён царём над всем Исраэлем, тогда он перевёз ковчег (на гору Сион). Как сказано: „и было с того дня, как поставили ковчег в Кирьят-Яарим, прошло много времени, и рпошло уже лет двадцать…“ (Шмуэль1 7,2), вычти из них 7 лет царствования Давида в Хевроне, и получится, что с перенесения ковчега до смерти Шаула 13 лет и 7 месяцев. А Шмуэль умер за 4 месяца до смерти Шаула».
3. ↑  Характерный пример: «Предположим, например, что какому-нибудь человеку всегда хочется маршировать. Такому твоя мама была бы неоценимым товарищем. Но если бы он любил просто ходить или вдруг захотел бы припуститься рысцой, ему было бы трудновато держаться в ногу с твоей мамой. Или ещё так, Белла, — добавил он после недолгого раздумья. — Допустим, человек проходит всю свою жизнь не рука об руку с товарищем, а под какую-нибудь музыку. Прекрасно! Допустим, что музыка, предопределённая ему, была бы похоронным маршем из „Саула“. Хорошо! В некоторых, исключительных случаях такая музыка была бы очень подходящей — лучше и не придумаешь. Но соразмеряться с ней каждодневно, в домашнем обиходе не всегда удобно. Например, если б человеку приходилось ужинать после трудового дня под похоронный марш из „Саула“, пища, пожалуй, села бы у него комом в желудке. Или захотелось ему вдруг рассеяться, спеть шуточную песенку, сплясать, а музыка все та же — похоронный марш из „Саула“. Это, пожалуй, сбило бы его с такта в самый разгар веселья» (Диккенс «Наш общий друг» кн.2, гл. 8)